# Chartreuse de Champmol
La chartreuse de la Sainte-Trinité de Champmol est un ancien monastère de l'ordre des Chartreux situé à Dijon en Bourgogne, dont les bâtiments sont actuellement occupés par un centre hospitalier.
La construction du monastère a commencé dans un domaine acquis en septembre 1378 au lieu-dit de Champmol, alors à l'extérieur de la ville de Dijon, par Philippe le Hardi. Dans son testament de 1386, il souhaite y être inhumé dans l'habit des Chartreux. Les ducs de Bourgogne y font venir de nombreux artistes afin d'y réaliser des œuvres d'art (peintures et sculptures) destinées à décorer le monastère. La chartreuse de Champmol est fermée  - et les moines dispersés - sous la Révolution française. Les bâtiments sont vendus en avril 1791, et leur nouveau propriétaire ne tarde pas à démolir l'église et les bâtiments pour en utiliser les pierres. Le site est racheté en 1833, par le département de la Côte-d’Or, pour en faire un asile psychiatrique. Les œuvres d'art qui y étaient conservées sont en partie dispersées dans divers musées.

## Histoire

### Construction

#### Les débuts
La construction de la chartreuse est décidée par Philippe le Hardi et le chantier inauguré au mois de septembre 1378. Philippe le Hardi acquiert pour 800 francs un domaine qui appartient à Hugues Aubriot, ancien bailli de Dijon, au lieu-dit La Motte de Champmol. La première pierre de l'église est posée par la duchesse Marguerite et son fils Jean, le 20 août 1383. Le duc souhaite créer une nécropole rivale de celle des rois de France, à Saint-Denis ; il en choisit l'emplacement à proximité de sa capitale. Le projet prévoit la construction d'une église et de bâtiments conventuels, un petit cloître, un grand cloître bordé de cellules spacieuses qui comportent un étage et un grenier et orné d'une fontaine centrale en forme de calvaire, la salle capitulaire et la sacristie. Dirigés par Drouet de Dammartin, qui a fait ses preuves aux côtés de Raymond du Temple, l'architecte de Charles V, les travaux ne commencent vraiment en fait qu'en 1383, les fondations étant creusées au mois de juillet et la première pierre posée solennellement au mois d'août par la duchesse Marguerite et son fils Jean, le jeune comte de Nevers, qui a juste douze ans. L'église est consacrée cinq ans plus tard, en mai 1388, par l'évêque de Troyes, et les moines s'installent dans le cloître en octobre de la même année. En 1399, les bâtiments du pressoir sont terminés et les moines commencent à exploiter leur vigne.

#### Un chantier prestigieux
Le chantier emploie plus de deux-cent cinquante ouvriers venus de divers horizons géographiques et de tous les corps de métier du bâtiment : imagiers (sculpteurs), peintres, tuiliers, verriers, menuisiers, fondeurs. Ils sont placés sous la responsabilités de maîtres artisans. Les fondeurs travaillent pour le canonnier du duc, maître Colart, chargé de la fabrication des cloches de l'abbaye. Le menuisier Jean de Liège est responsable des huisseries et des boiseries ; on pourrait encore citer les tuilliers Perrin de Longchamps et Jean de Gironne, et les verriers Robert de Cambrai et Henri Glumosack.
Le peintre chargé des travaux de décoration est un artiste du Nord de la France, Jean de Beaumetz. Jean Malouel est chargé de la polychromie du tombeau de Philippe le Hardi. Melchior Broederlam est responsable, lui, de la peinture des retables sculptés par Jacques de Baerze à Termonde.
En 1384, le duc charge son imagier, Jean de Marville, du monument funéraire de Philippe le Hardi. Il emploie des tailleurs de pierre d'origine hollandaise, dont Claus Sluter. Le portail est l'œuvre de Claus Sluter, promu maître de l'atelier en 1389, qui s'occupait de la décoration de la Chartreuse. C'est également lui qui réalise le puits de Moïse, calvaire doublé d'une fontaine, qui se trouvait dans le grand cloître. En 1390, deux retables sculptés, celui des Saints et martyrs et celui de la Crucifixion, sont commandés à Jacques de Baerze. Sculptés en 1391, ils sont ensuite transportés à Ypres où ils sont peints et dorés par Melchior Broederlam entre 1393 et 1399. Ils sont installés à la chartreuse en 1399.

### Un projet politique

#### Philippe le Hardi
En fondant la chartreuse de Champmol, Philippe le Hardi manifeste une double volonté : celle de démontrer sa piété et celle de se poser en mécène. Selon Bertrand Schnerb, l'histoire de la chartreuse de Champmol est ainsi intimement liée à celle de l'État bourguignon. Philippe confirme dans son testament donné à Arras le 13 septembre 1386 qu'il désire être inhumé à la Chartreuse. Enfin, en fondant la Chartreuse de Champmol, Philippe II indique que la capitale de ses États est Dijon, et non Lille. Par ailleurs, il rompt avec ses prédécesseurs puisque les ducs capétiens se faisaient inhumer à l'abbaye de Cîteaux, et affirme de fait la spécificité de la nouvelle dynastie bourguignonne.
Lorsque le duc Philippe meurt d'une violente fièvre, le 27 avril 1404, son tombeau n'est pas encore achevé. Son ami et conseiller, le banquier Dino Rapondi, se charge du transport funèbre depuis le château de Hal, non loin de Bruxelles, jusqu'à la Chartreuse de Champmol. Pour son ami, il orna de drap de Lucques noir, brodé d’or toutes les églises qui étaient le long du parcours. Le long cortège de près de 150 personnes en livrée noire a ramené le corps embaumé du duc à Dijon, où il est enterré le 15 juin.

#### Les héritiers de Philippe le Hardi
Le nouveau duc, Jean sans peur, en confie l'achèvement à Claus Sluter puis à son neveu Claus de Werve. Il commande également un monument funéraire sur le modèle de celui de son père, qui ne sera qu'ébauché à sa mort soudaine en 1419. À la mort de Werve en 1439, le fils de Jean sans peur, Philippe le Bon, fait appel aux sculpteurs Jean de la Huerta (1443) puis Antoine Le Moiturier (1461). Le monument de Jean sans Peur et Marguerite de Bavière se trouve aujourd'hui au musée des beaux-arts de Dijon.
Tout au long du XVe siècle, les ducs de Bourgogne continuent à enrichir la chartreuse. Peintre de Jean sans peur, Henri Bellechose travaille à Dijon entre 1415 à 1444, succédant à Jean Malouel comme peintre attitré de la cour de Bourgogne. En 1416, il reçoit un paiement pour Le Retable de Saint Denis destiné à l'église de la chartreuse.
Cependant, après le tombeau de Jean sans Peur et de son épouse achevé en 1470, plus aucun monument ne fut réalisé.

### De la chute des États bourguignons à la révolution française

#### XVIeauXVIIIesiècle
Du XVIe au XVIIIe siècle, elle demeure un monument très admiré, même si les travaux de modernisation au XVIIIe siècle la privent de certaines œuvres médiévales, jugées désuètes et remplacées par des objets contemporains. C'est ainsi que le Retable de Saint-Denis par Henri Bellechose (datant de 1416 et actuellement au Musée du Louvre) et le Retable de Saint-Georges (milieu du XVe siècle, actuellement au Musée de Dijon) sont respectivement remplacés par "La condamnation de Saint-Denis" et Saint-Georges terrassant le Dragon", tous deux commandés à Carle Van Loo en 1741 (visibles au Musée des Beaux-Arts de Dijon).[Lesquels ?],.

#### La Révolution française et leXIXesiècle

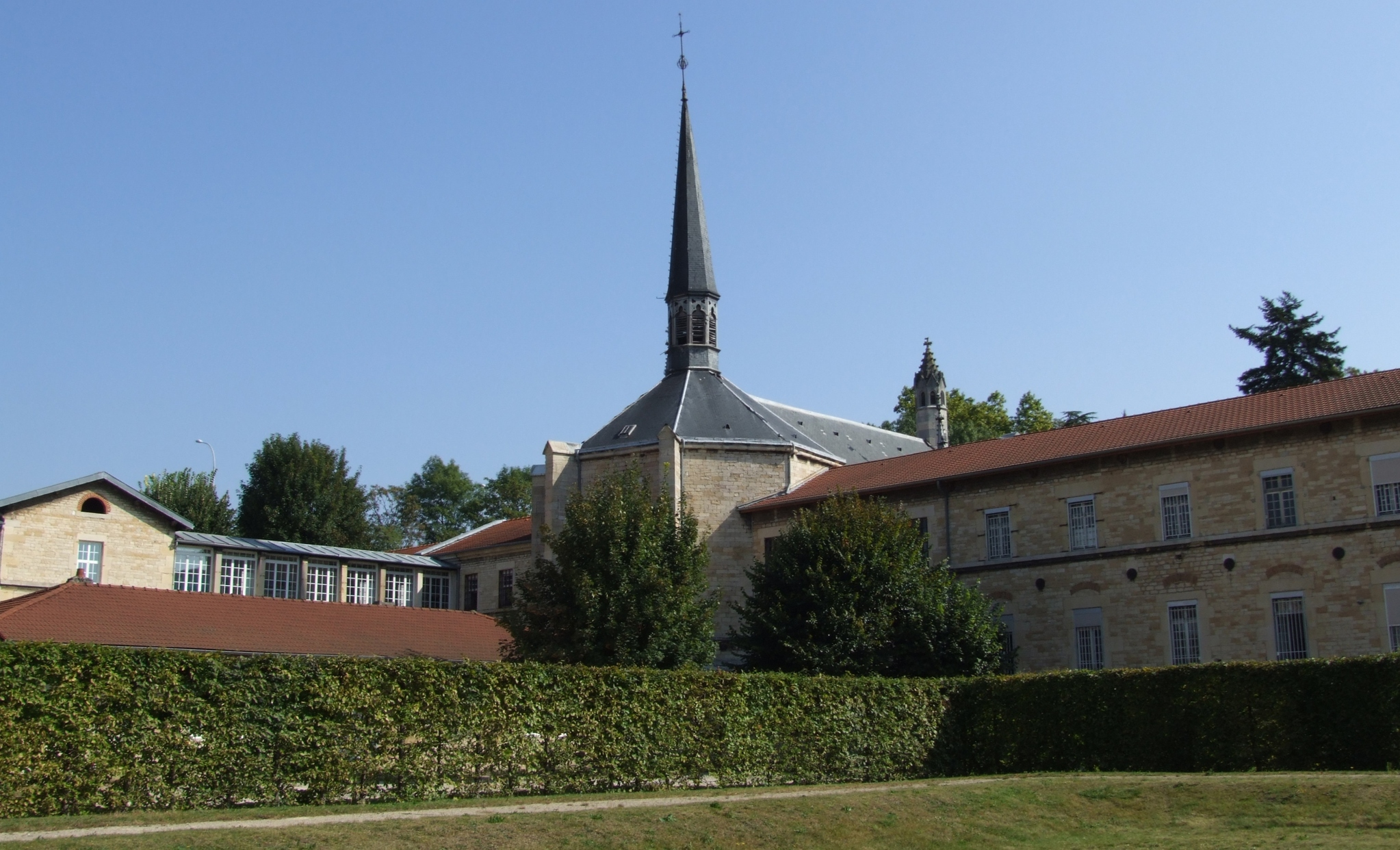
La chartreuse de Champmol en septembre 2007.

Par le décret du 2 novembre 1789, l’Assemblée constituante décide que les biens ecclésiastiques sont mis à la disposition de la Nation ; par le décret du 13 février 1790, l’Assemblée supprime les ordres et congrégations régulières. La Chartreuse devient bien national et les Chartreux en sont chassés en avril 1791.
Elle est mise en vente et, en 1791, Emmanuel Crétet (futur ministre de l'intérieur de Napoléon Bonaparte) utilise sa fortune personnelle pour l'acquérir.
Sous le règne de Louis-Philippe Ier, un hospice d'aliénés y est aménagé sous l'impulsion du préfet Chaper pour accueillir jusqu'à 250 malades. L'ouverture définitive eut lieu le 1er janvier 1843 et la chapelle de l'hôpital, reste de l'église du couvent, est bénie le 17 novembre 1844.

### Aujourd'hui
Aujourd'hui, « la Chartreuse » désigne un centre hospitalier spécialisé en psychiatrie, addictologie et santé mentale, et l'expression « aller à la Chartreuse » signifie aujourd'hui à Dijon être hospitalisé en psychiatrie. Malgré ces vicissitudes, il demeure à la Chartreuse de fort intéressants morceaux de sculpture médiévale, témoignages majeurs de l'art burgondo-flamand.

## Les restes de la Chartreuse

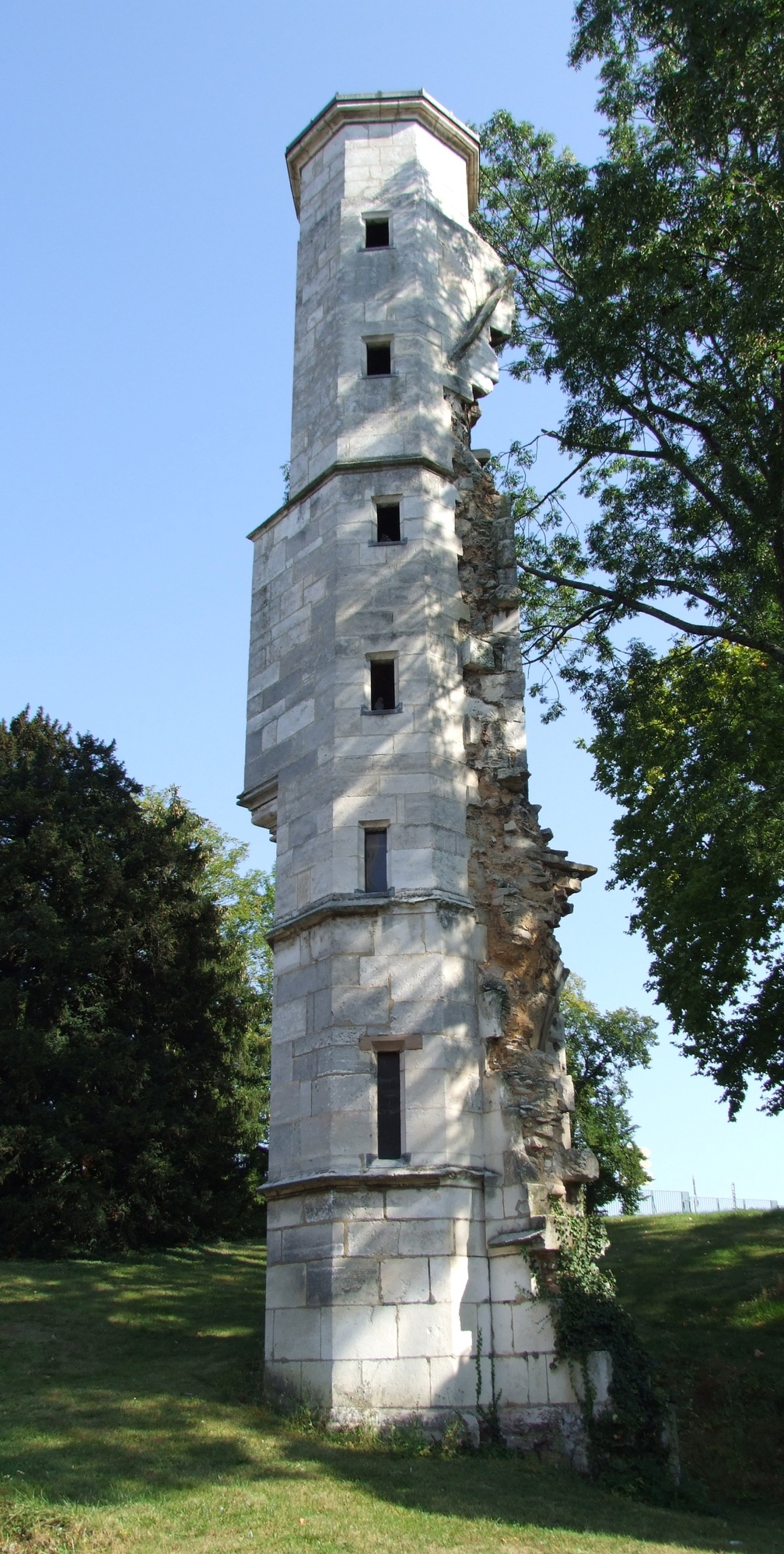
Ancienne tourelle de l'oratoire ducal.

Les deux grands ensembles conservés à la Chartreuse sont le « Puits de Moïse », le portail de la chapelle qui contenait autrefois les tombeaux monumentaux des ducs Philippe le Hardi et Jean sans Peur, reconstitués aujourd'hui au musée des beaux-arts de Dijon, la tourelle de l'oratoire du duc, autrefois attenante à la chapelle, le puits dit de Jacob et le portail d'entrée.
On doit à l'architecte Pierre-Paul Petit la réalisation du grand ensemble hospitalier, un des premiers à mettre en œuvre les nouvelles théories hygiénistes. À peu près à la place du grand cloître, il édifie de longs bâtiments disposés en carré et distribués par deux petits pavillons d'entrée. Le Puits de Moïse, abrité sous son édicule du XVIe siècle, est maintenu au centre de la composition. L'actuelle charmille, plantée à l'occasion de la restauration du site en 1999-2000, suggère l'emprise du grand cloître disparu. Pierre-Paul Petit construit également une chapelle pour les patients, sur la partie occidentale de l'implantation de l'ancienne église des chartreux, et intègre les vestiges du portail, qui avait connu un demi-siècle de vie comme ruine romantique. Son porche couvert met totalement hors d'eau et hors d'air le portail, et contribue à sa conservation. À l'intérieur, un décor néo-gothique, peint et sculpté (tribune), intègre des éléments anciens, sauvés des destructions des décennies précédentes. Ainsi, un écu armorié porté par deux anges provenant de l'ancienne chambre des comptes de Bourgogne est-il intégré dans le décor intérieur de la chapelle. Cette chapelle, moins longue vers l'est que ne l'était l'ancienne église des chartreux, laisse de fait l'ancienne tourelle de l'oratoire ducal isolée, dans le plus pur goût de la ruine romantique.

### Le portail

#### Conception
Les historiens attribuent la conception du portail à l'architecte Drouet de Dammartin et au sculpteur Jean de Marville. L'attribution de la Vierge à l'enfant se fait tantôt à Jean de Marville, tantôt à Claus Sluter. Cependant le portail a été élargi par rapport au plan initial, peut-être lorsque Claus Sluter en a changé la conception afin d'ajouter les figures des ducs et des saints intercesseurs qui sont de sa main.

#### Iconographie
Le portail de la chapelle développe une iconographie que l'on retrouve fréquemment, notamment dans les retables et les portails parisiens sous le règne de Charles V : les donateurs agenouillés sont présentés à la Vierge par un saint intercesseur ; à gauche le duc Philippe le Hardi agenouillé devant saint Jean-Baptiste, à droite la duchesse Marguerite, devant sainte Catherine, au centre la Vierge représentée au trumeau tenant l'Enfant Jésus. Les statues sont toutes en ronde bosse, et la Vierge surtout retient l'attention par son mouvement et par les plis complexes du drapé de son vêtement. Les consoles des piédroits sur lesquelles se trouvent les figures latérales sont ornées de figures de docteurs. La façon dont les volumes se détachent de la façade, la convergence des regards vers l'Enfant Jésus dans les bras de sa mère, le mouvement des mains et du pli des drapés créent une tension et une unité qui donnent au portail un caractère dramatique prononcé.

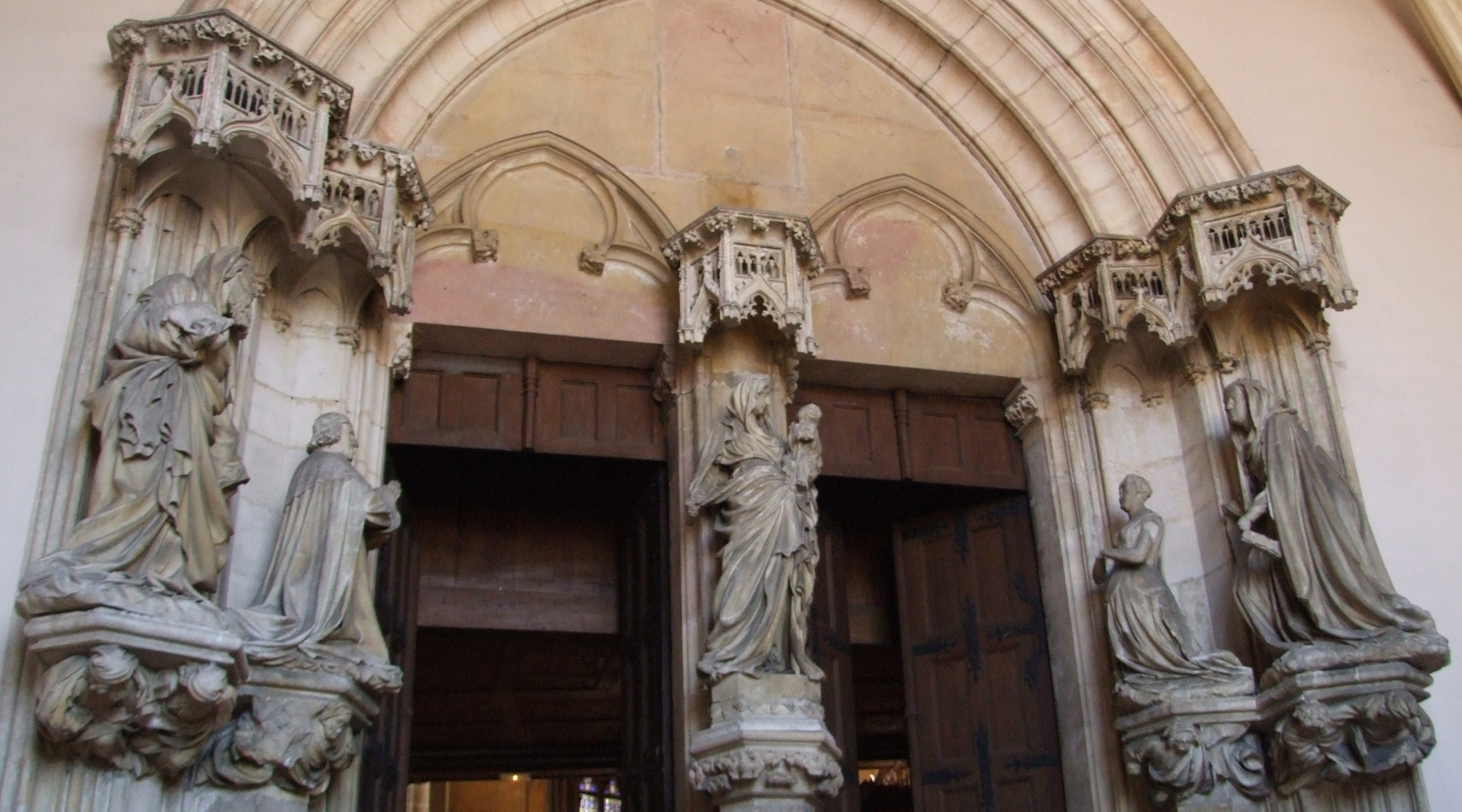
Portail de la chapelle.
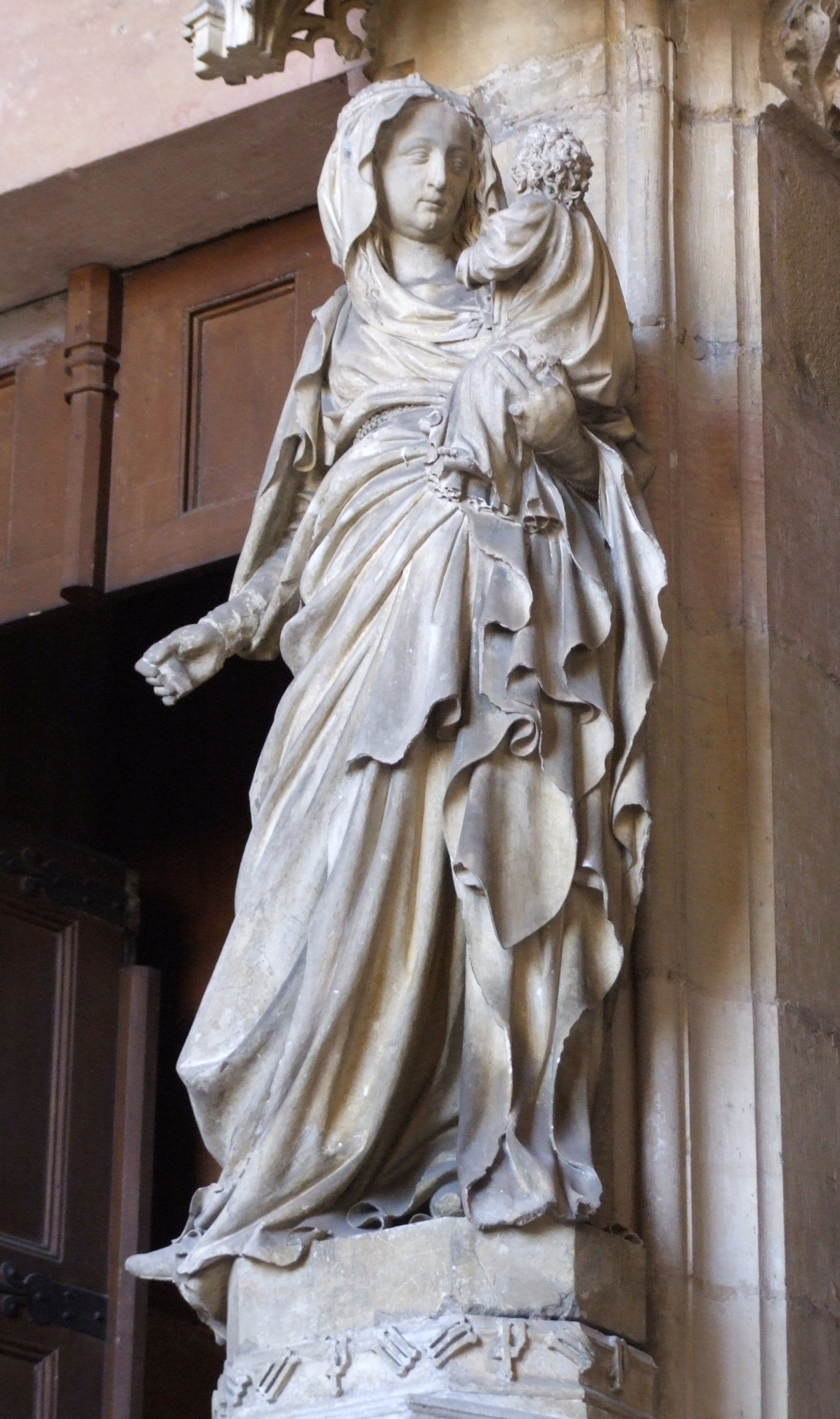
La Vierge du trumeau regardant le Christ.
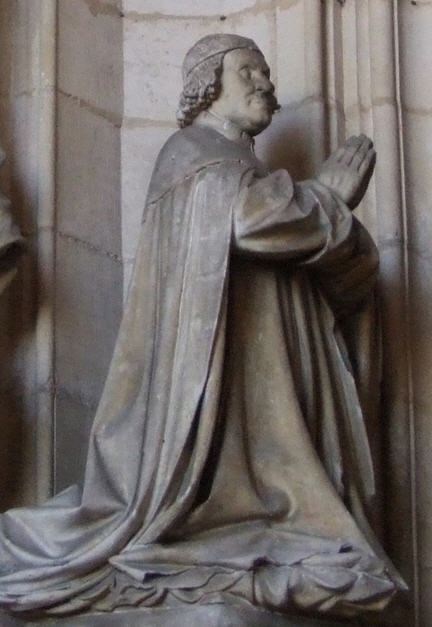
Statue de Philippe le Hardi

### LePuits de Moïsede Claus Sluter
Le Puits de Moïse, classé monument historique en 1840, constitue la base d'un calvaire polychrome qui se dressait au centre d'un puits situé au milieu du cloître de la chartreuse, cloître aujourd'hui disparu et dont le tracé est évoqué par des pelouses autour de l'édicule qui protège le monument depuis le XVIIe siècle. En l'état, le monument conserve les portraits en pied et en ronde-bosse de six prophètes de l'Ancien Testament, surmontés d'anges représentés dans une attitude de tristesse ou de lamentation. Chaque prophète est fortement individualisé, et tient un phylactère comprenant un texte tiré des Écritures. C'est l'atelier de sculpture des ducs, et principalement Claus Sluter et Claus de Werve qui en sont les auteurs. Les sculptures portent encore quelques traces de leurs couleurs d'origine, réalisées par Jean Malouel et ravivées par une restauration qui s'est déroulée entre 2001 et 2003.

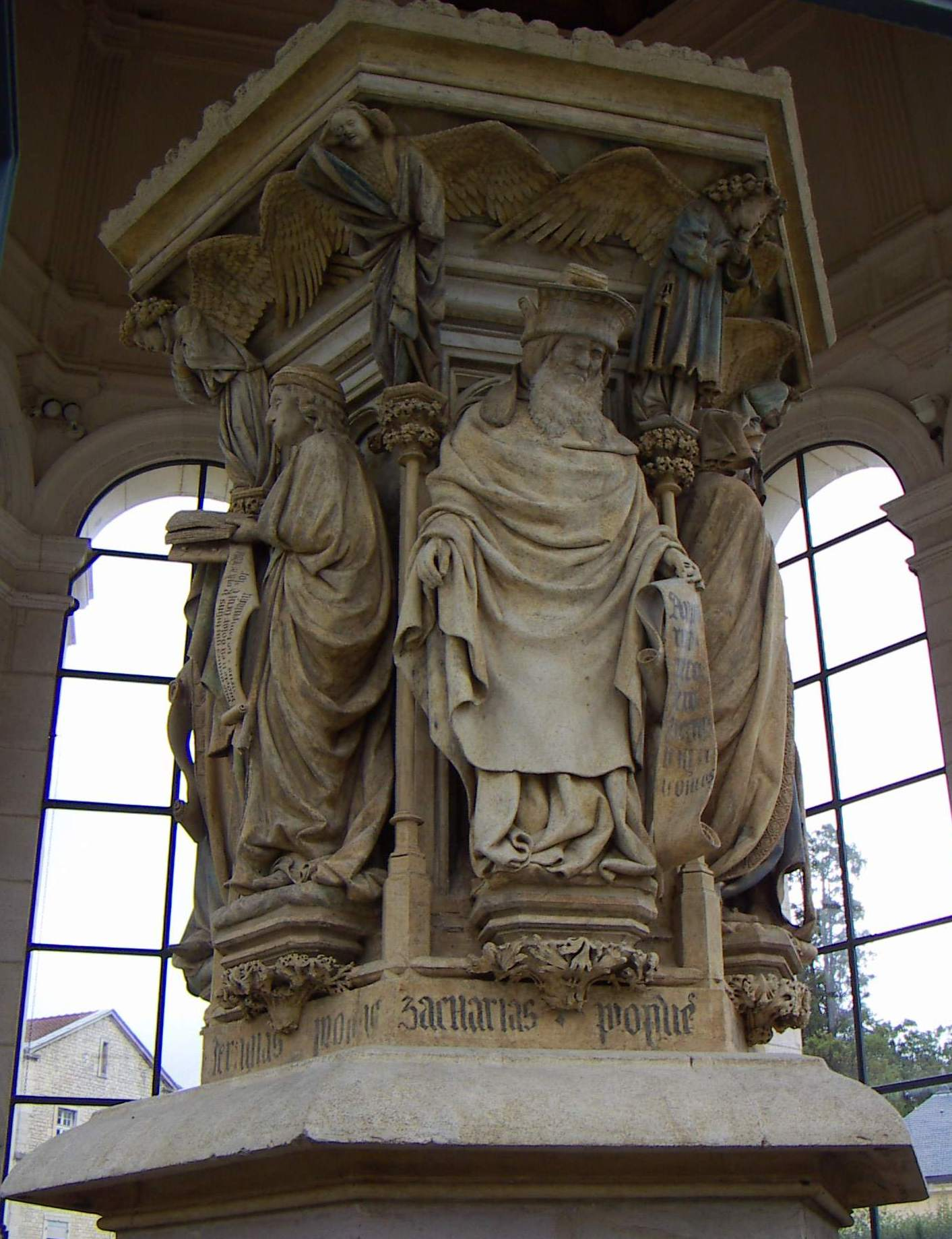
Le Puits de Moïse (1405), Claus Sluter et Claus de Werve.
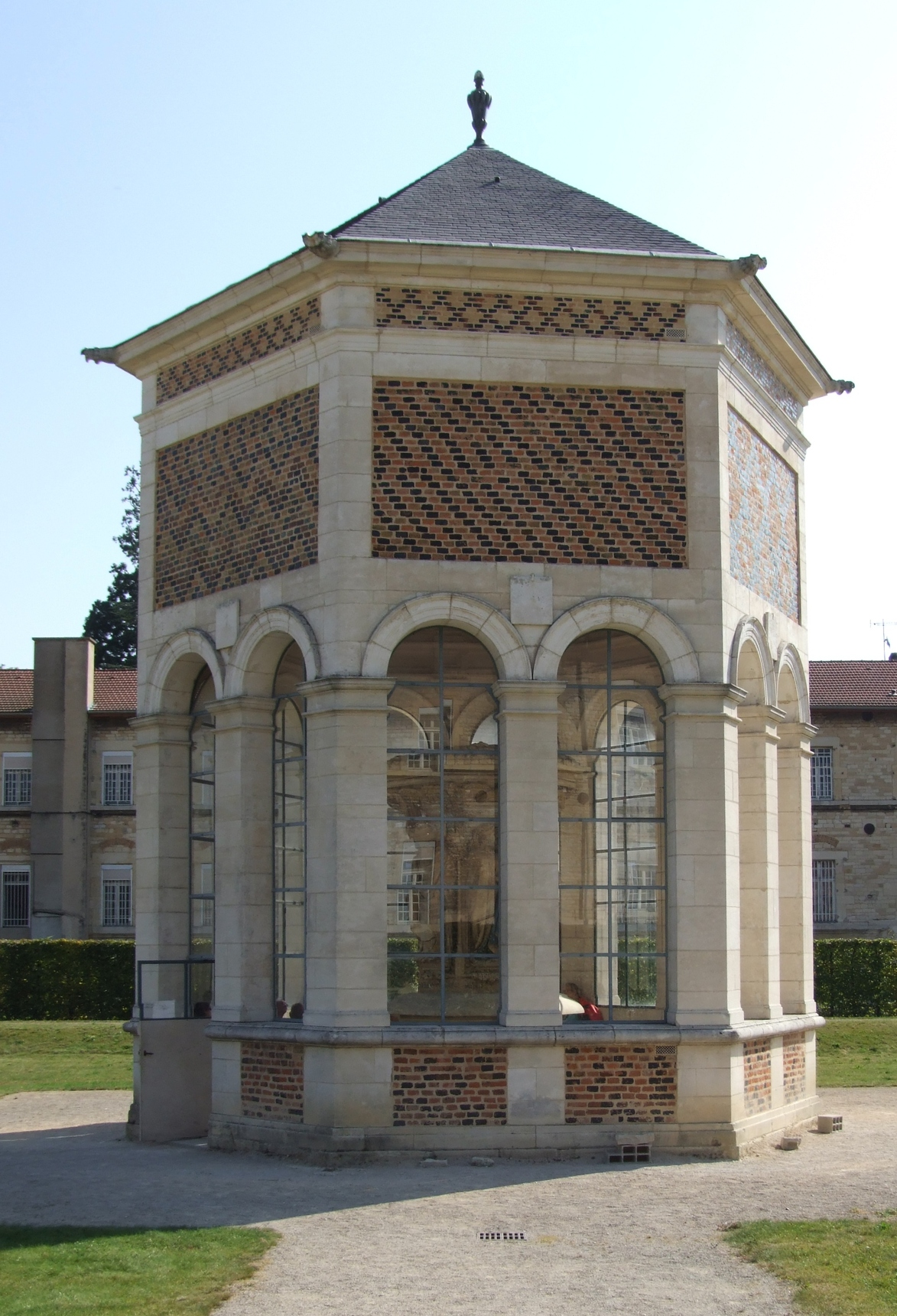
Le Puits de Moïse (extérieur).
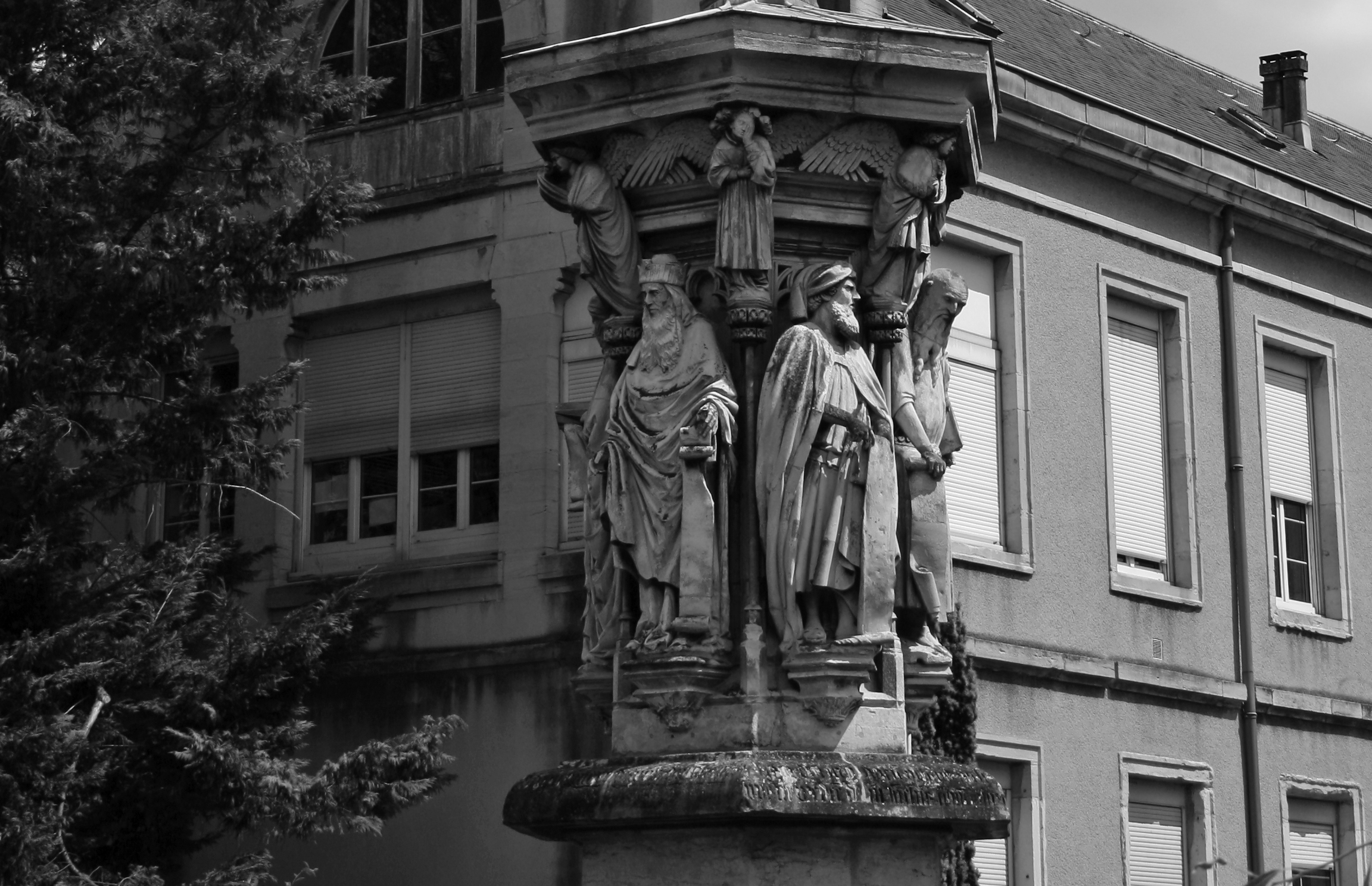
La copie du Puits de Moïse sur le site de l'ancien hôpital général de Dijon.

Il existe une copie du puits, peu connue, située à l'angle sud-est du parc de l'ancien hôpital général de Dijon, au croisement des rues de l'Hôpital et de la rue du Faubourg Raines. Elle a été érigée en 1508 par Guillaume Sacquenier, alors commandeur de l’hôpital. La pierre de cette copie anonyme n'a pour sa part jamais été peinte.
Un moulage du puits réalisé en 1880 par Jules Fontaine est présenté dans la galerie des moulages du musée des Monuments français à la Cité de l'architecture et du patrimoine.

## Les œuvres d'art autrefois conservées dans la chartreuse

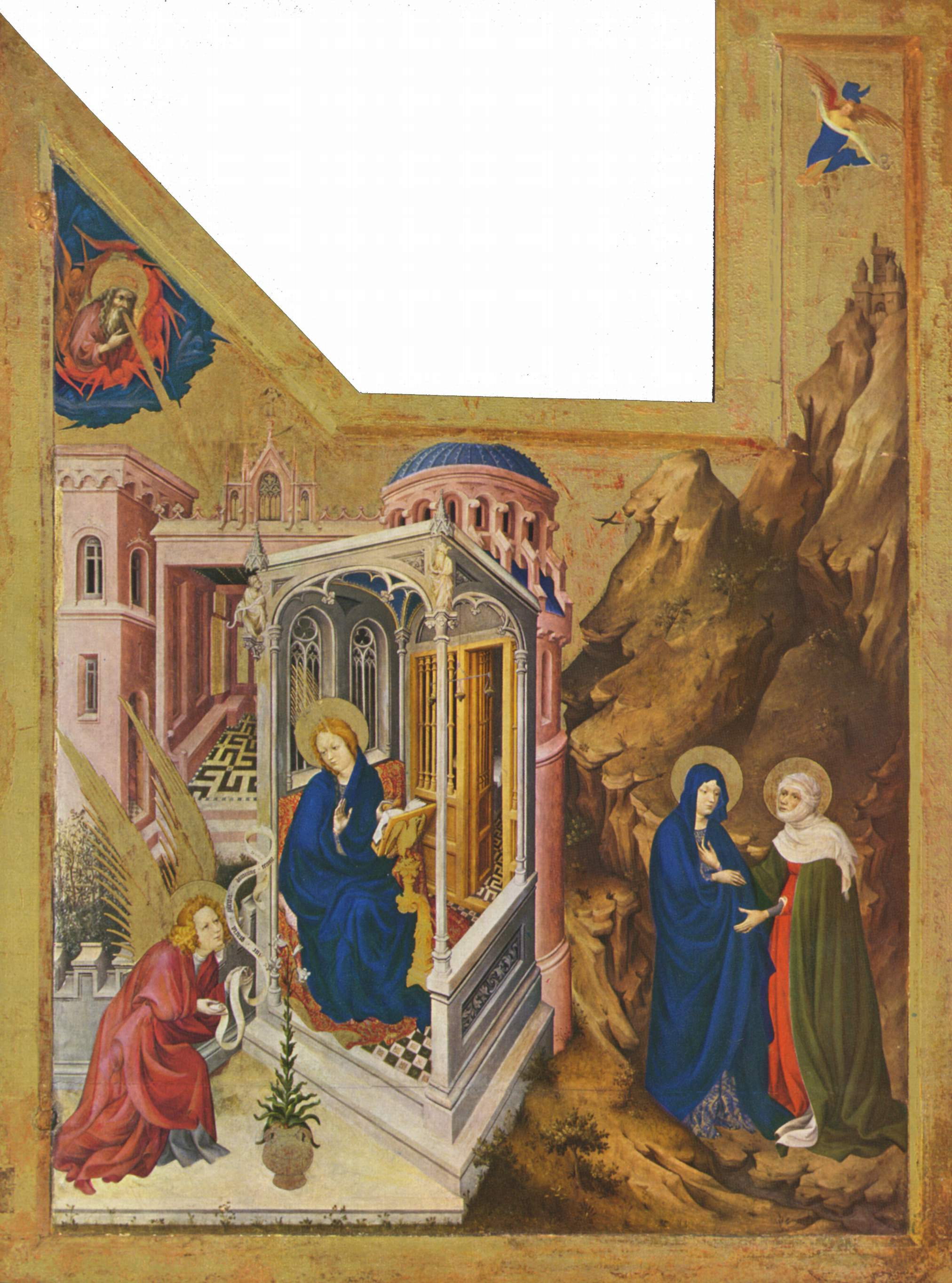
Porte d'un des deux retables de Jacques de Baerze, peint par Melchior Broederlam. L'Annonciation, la Visitation, v.1392. Musée des beaux-arts de Dijon.
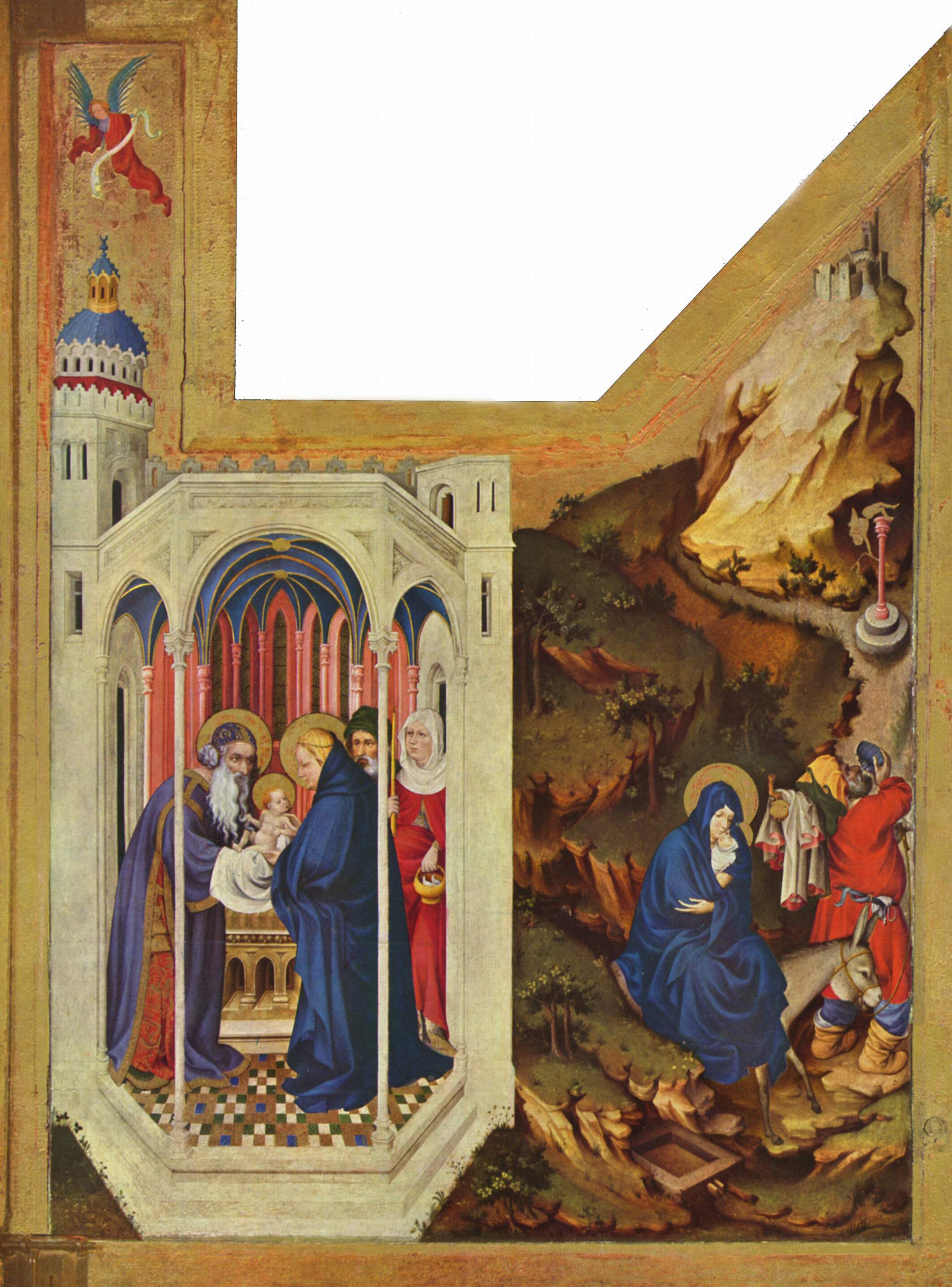
Porte d'un des deux retables de Jacques de Baerze, peint par Melchior Broederlam. La présentation au temple, la fuite en Egypte, v.1392. Musée des beaux-arts de Dijon.
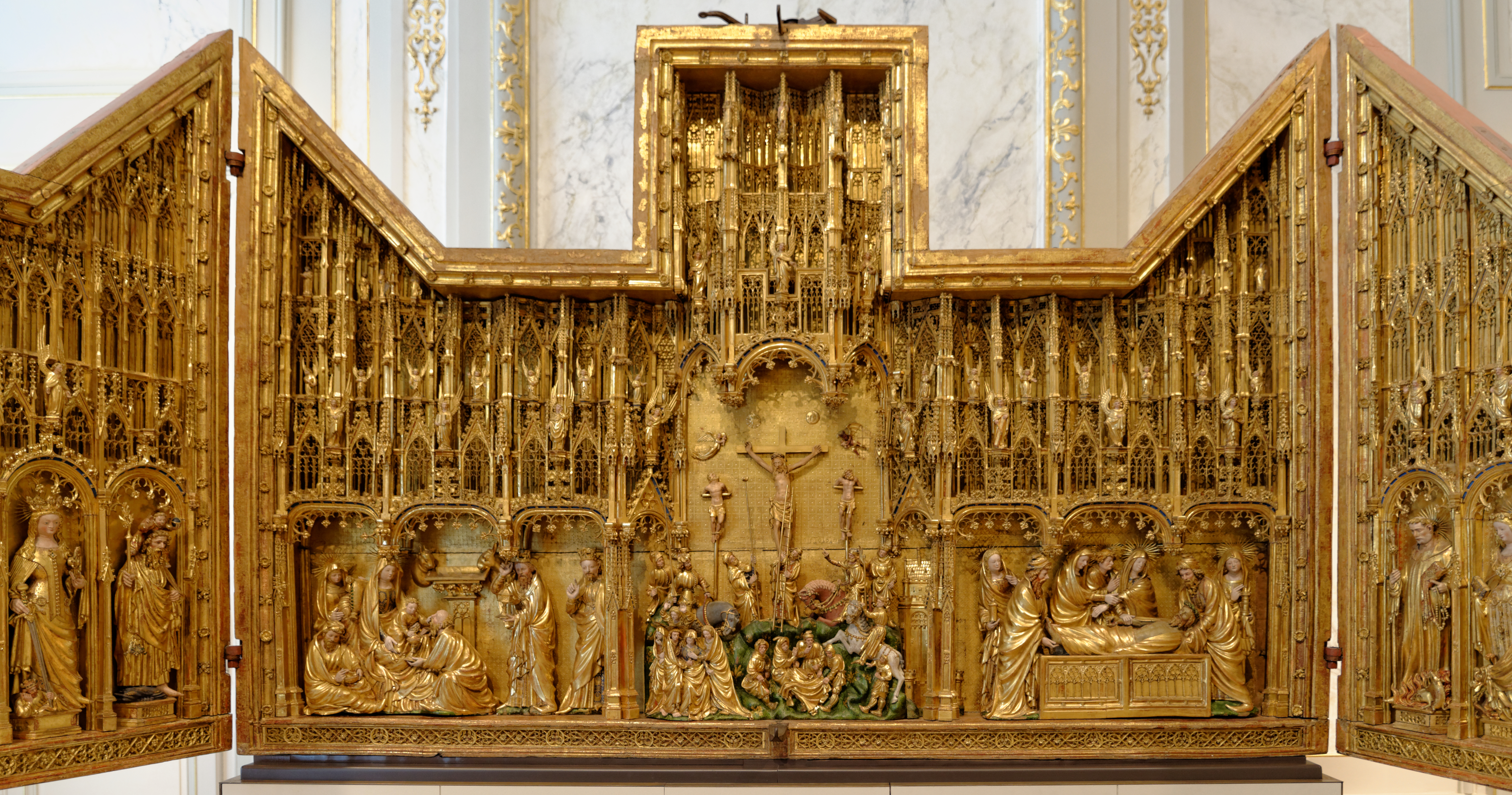
Retable de la Crucifixion sculpté par Jacques de Baerze et peint par Melchior Broederlam, 1390-1399. Musée des beaux-arts de Dijon.
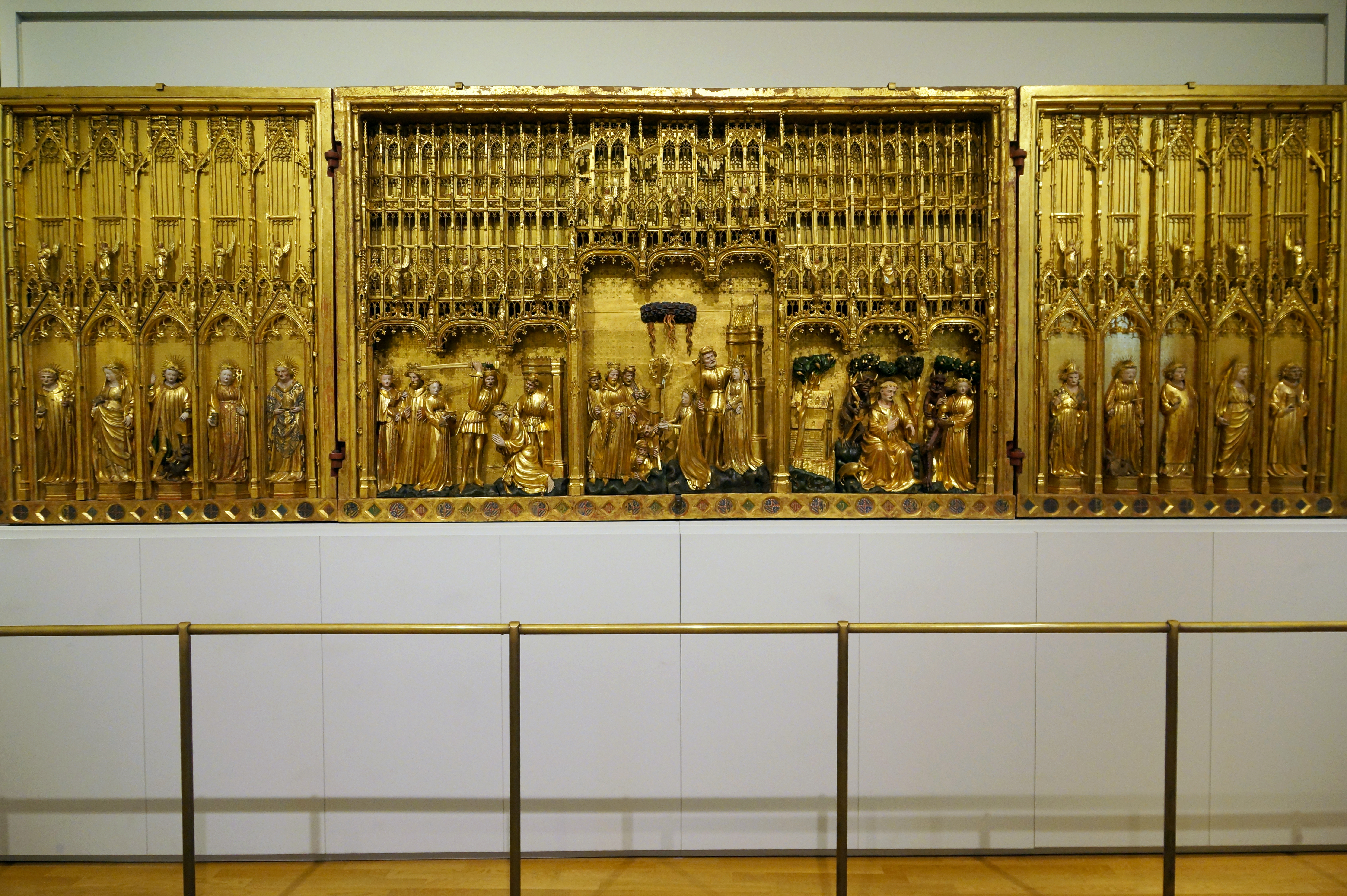
Retable des saints et des martyrs sculpté par Jacques de Baerze, 1390-1399. Musée des beaux-arts de Dijon.
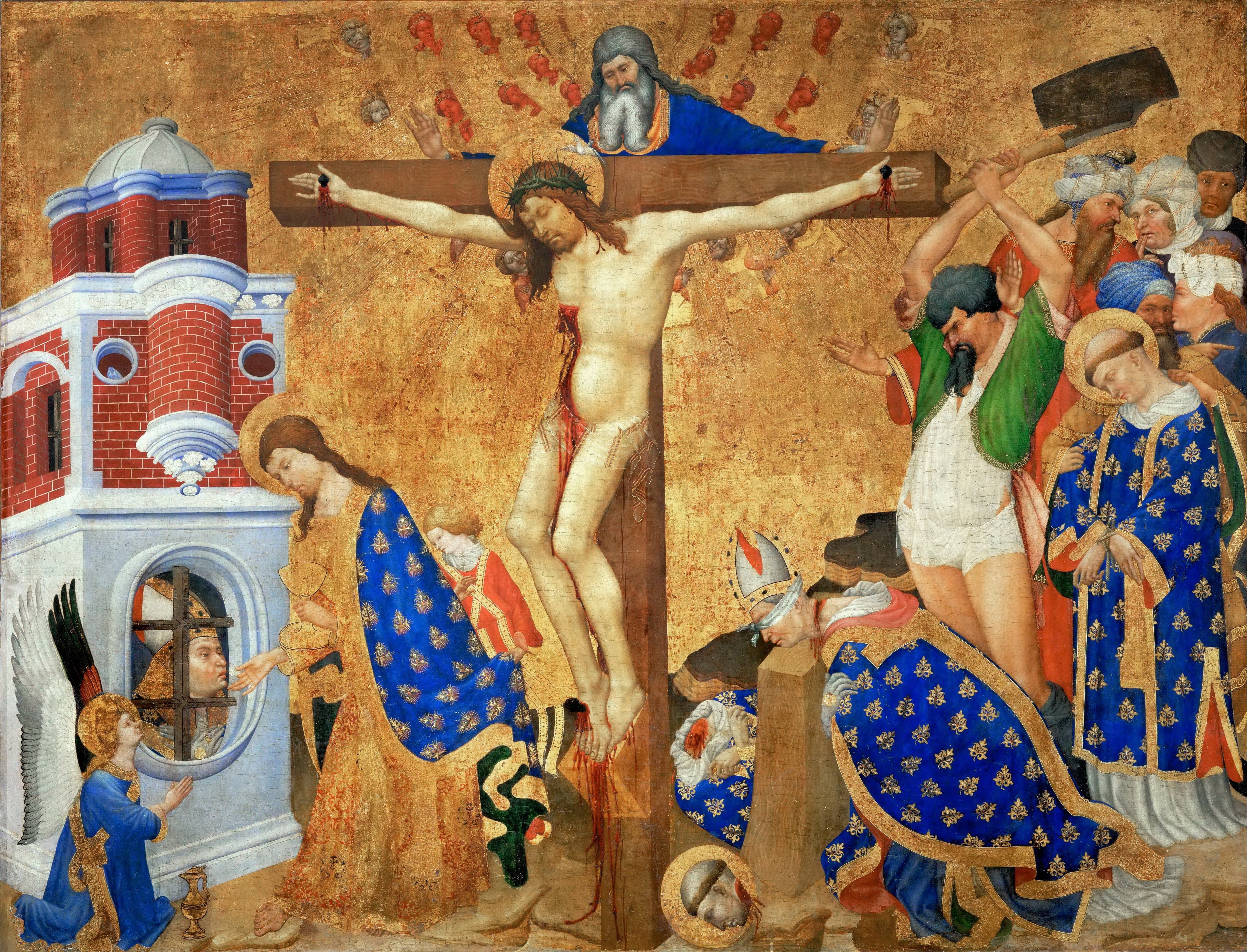
Le Retable de saint Denis, Henri Bellechose, 1416. Retable peint pour l'église de la chartreuse. Musée du Louvre.
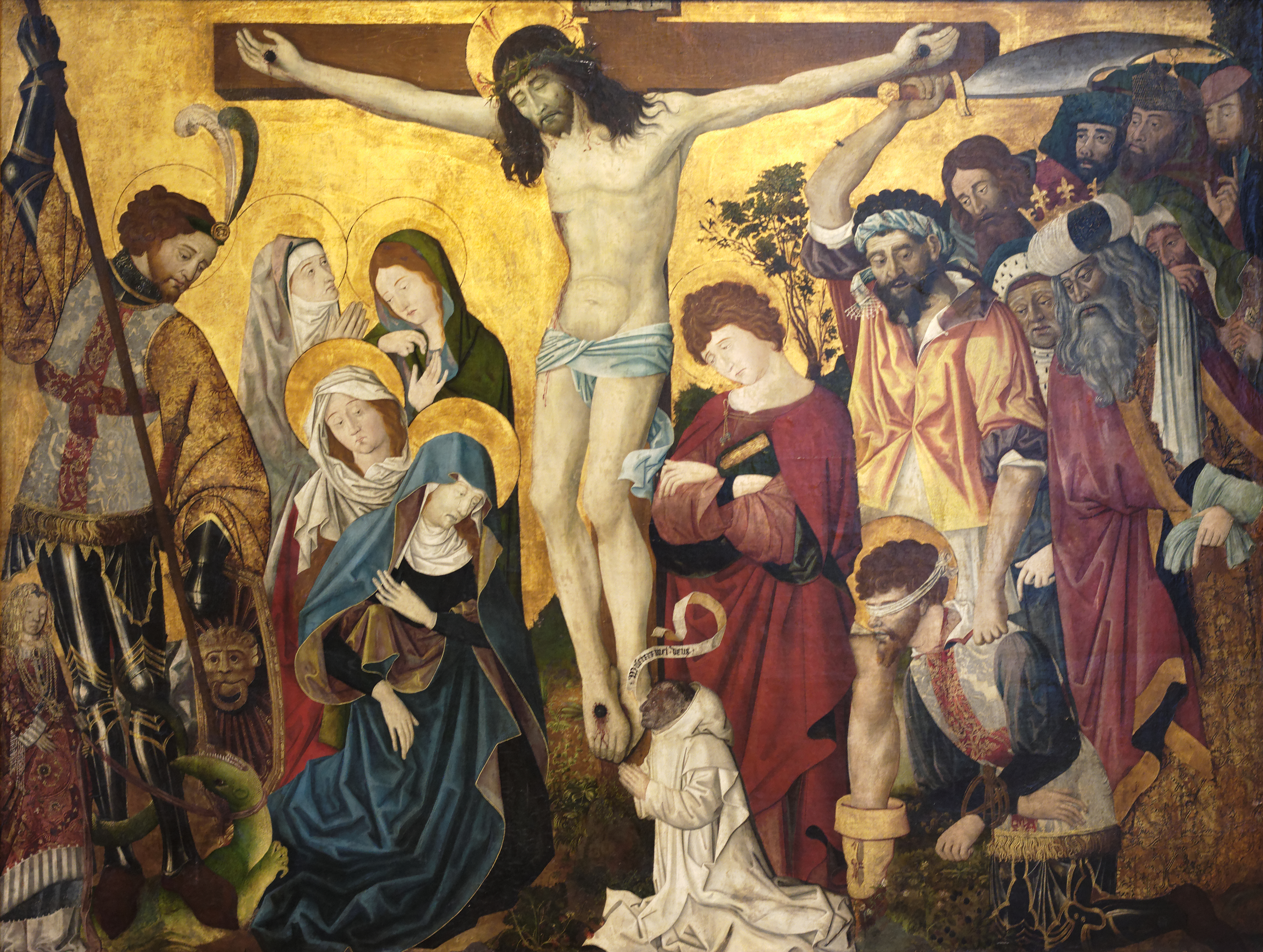
Retable de saint Georges avec un moine chartreux, Anonyme Bourguignon, 1416. Musée des beaux-arts de Dijon. Retable peint pour être, à la chartreuse de Champmol, associé au Retable de saint Denis sur les autels du chœur des frères convers.
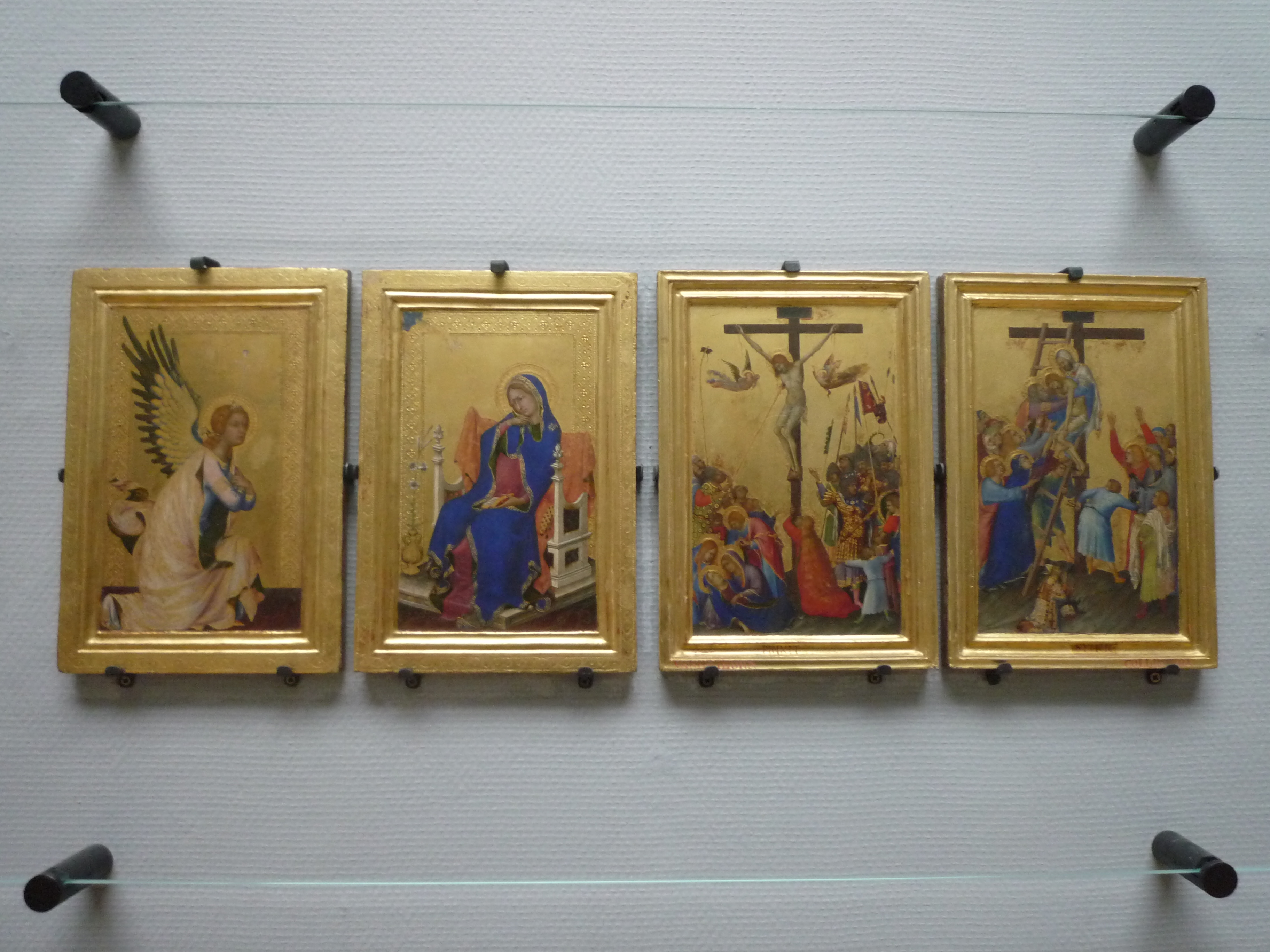
Polyptyque Orsini par Simone Martini,1320-1330. Musée royal des beaux-arts d'Anvers.
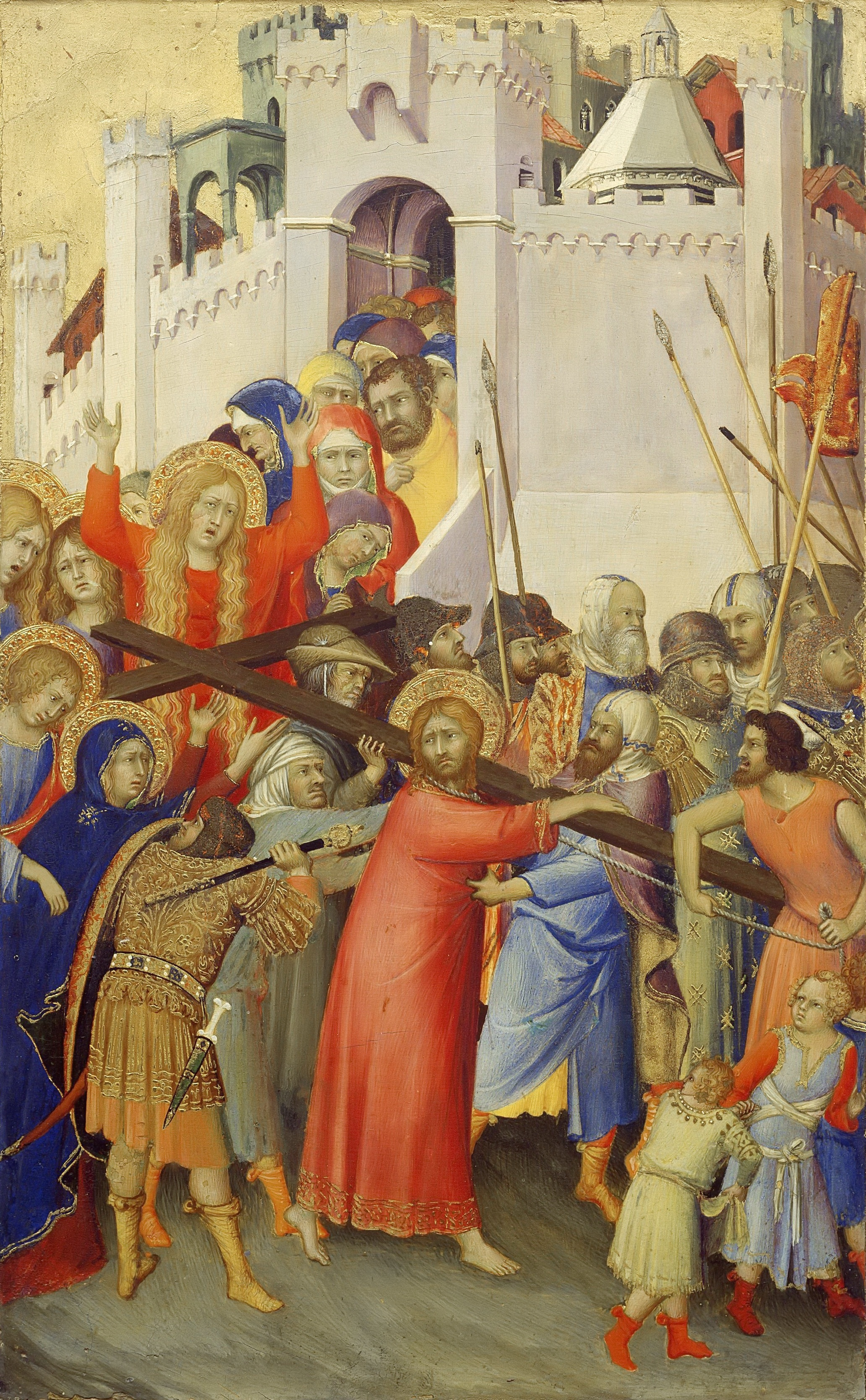
Simone Martini, Le Portement de Croix, 1325-1350. Musée du Louvre.
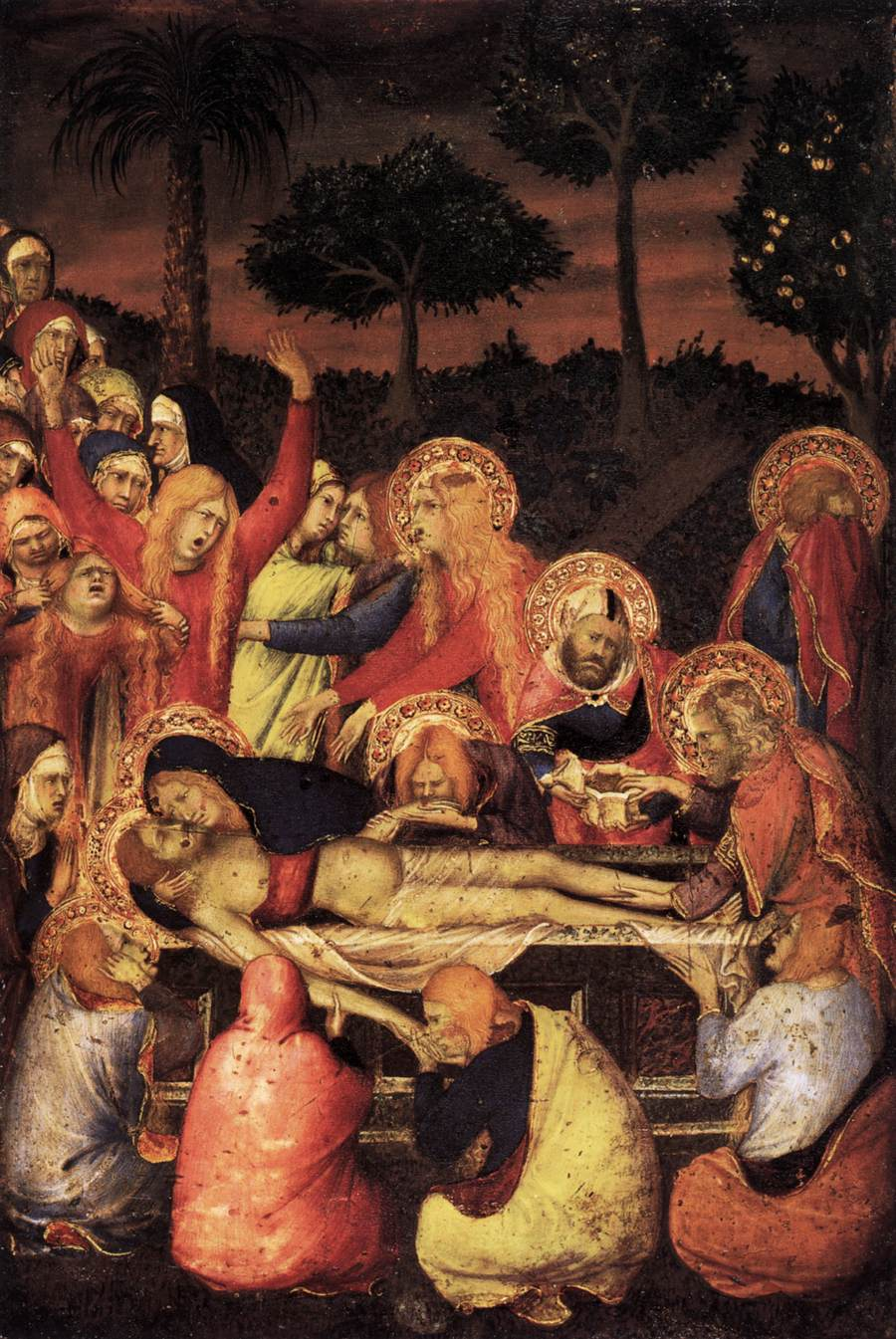
Simone Martini, La Mise au tombeau, 1335-1340. Gemäldegalerie.
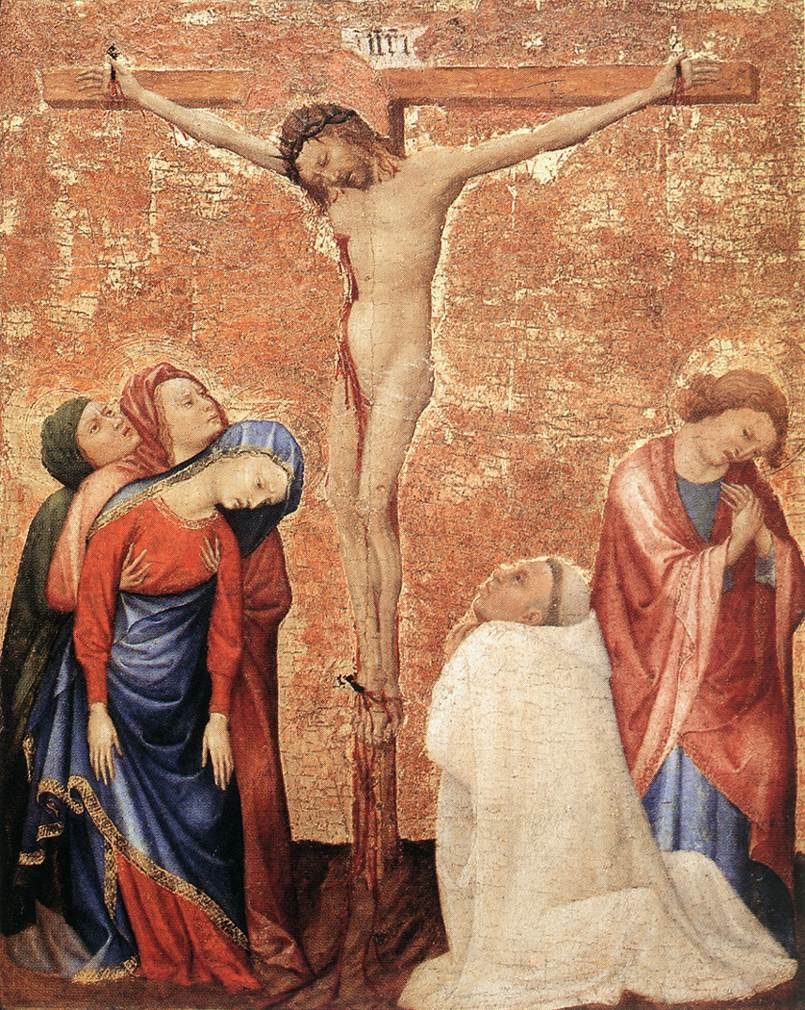
Jean de Beaumetz, Calvaire avec un moine chartreux, 1389-1395. Musée du Louvre.
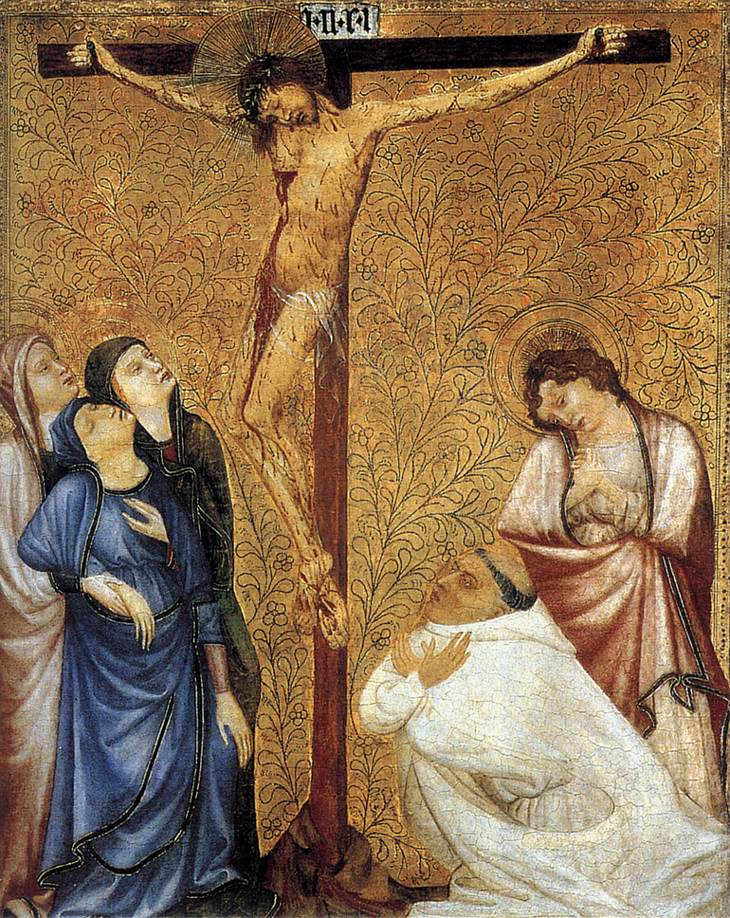
Jean de Beaumetz, Calvaire avec un moine chartreux, 1389-1395. Musée de Cleveland.
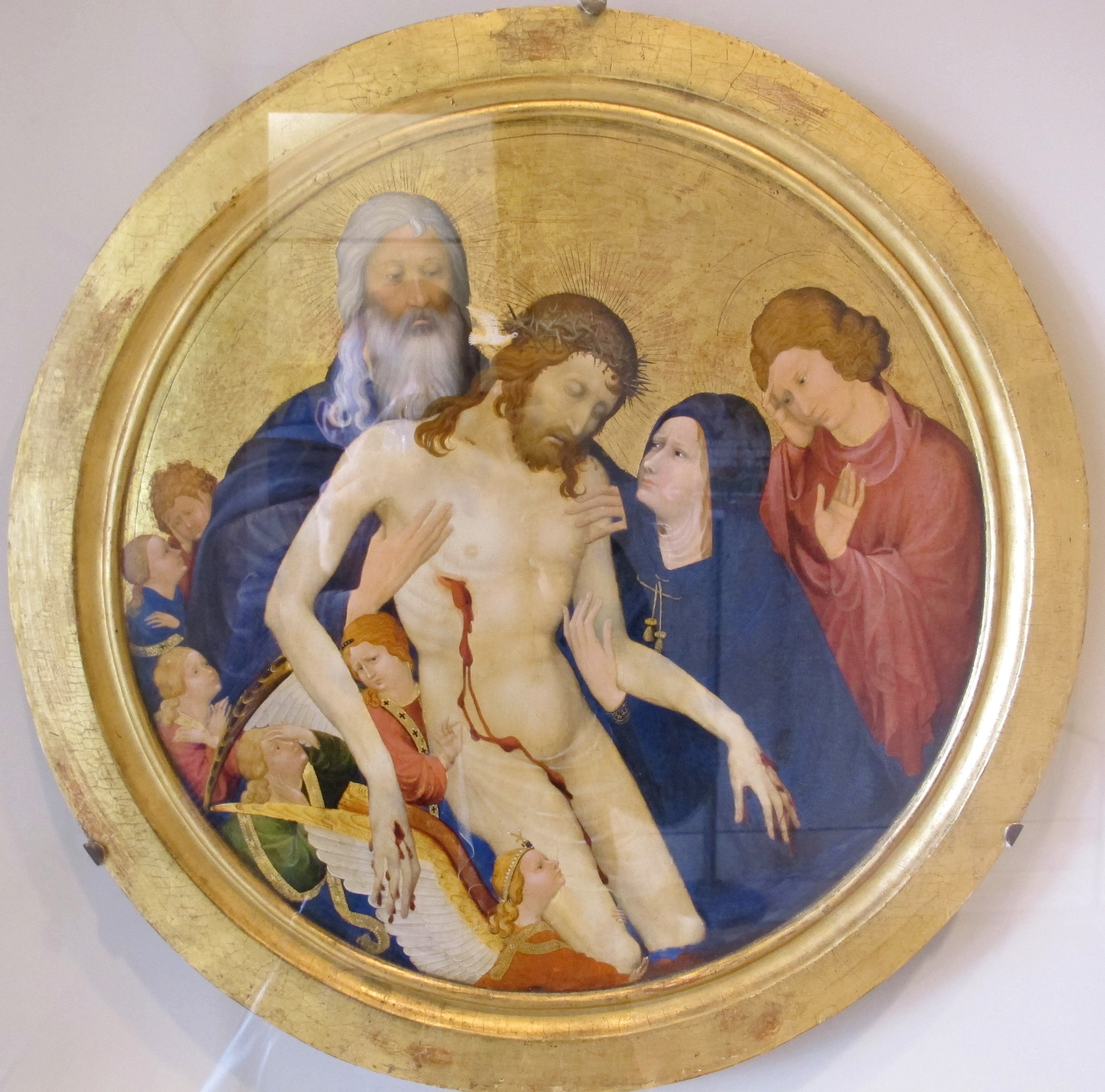
Jean Malouel, La grande Pietà ronde, 1375-1425. Musée du Louvre.
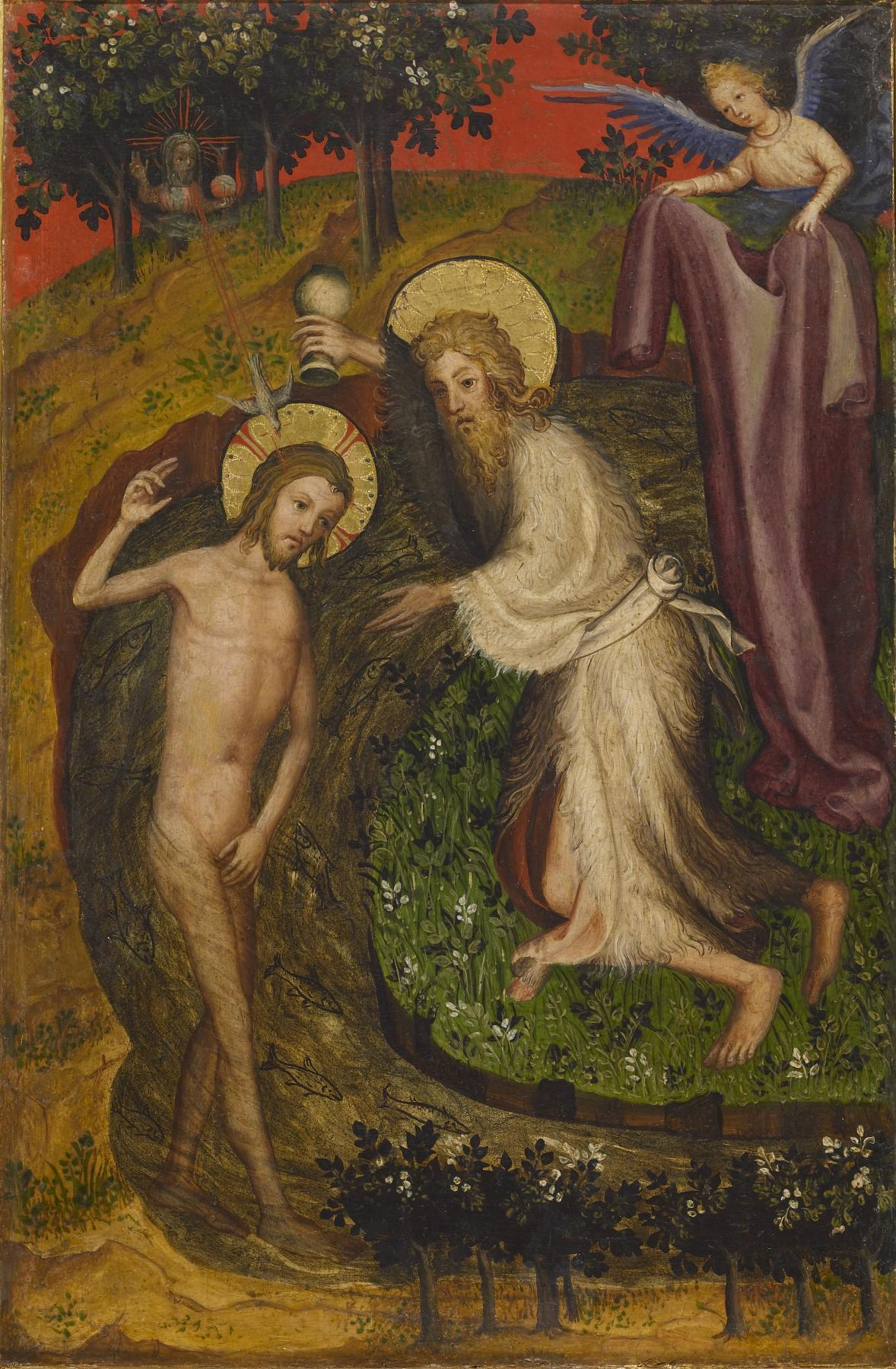
Anonyme Bourguignon, Saint Jean baptisant le Christ, v.1400, recto du panneau de l'Annonciation. Panneau issu du Quadriptypique de la vie du Christ. Walters Art Museum.
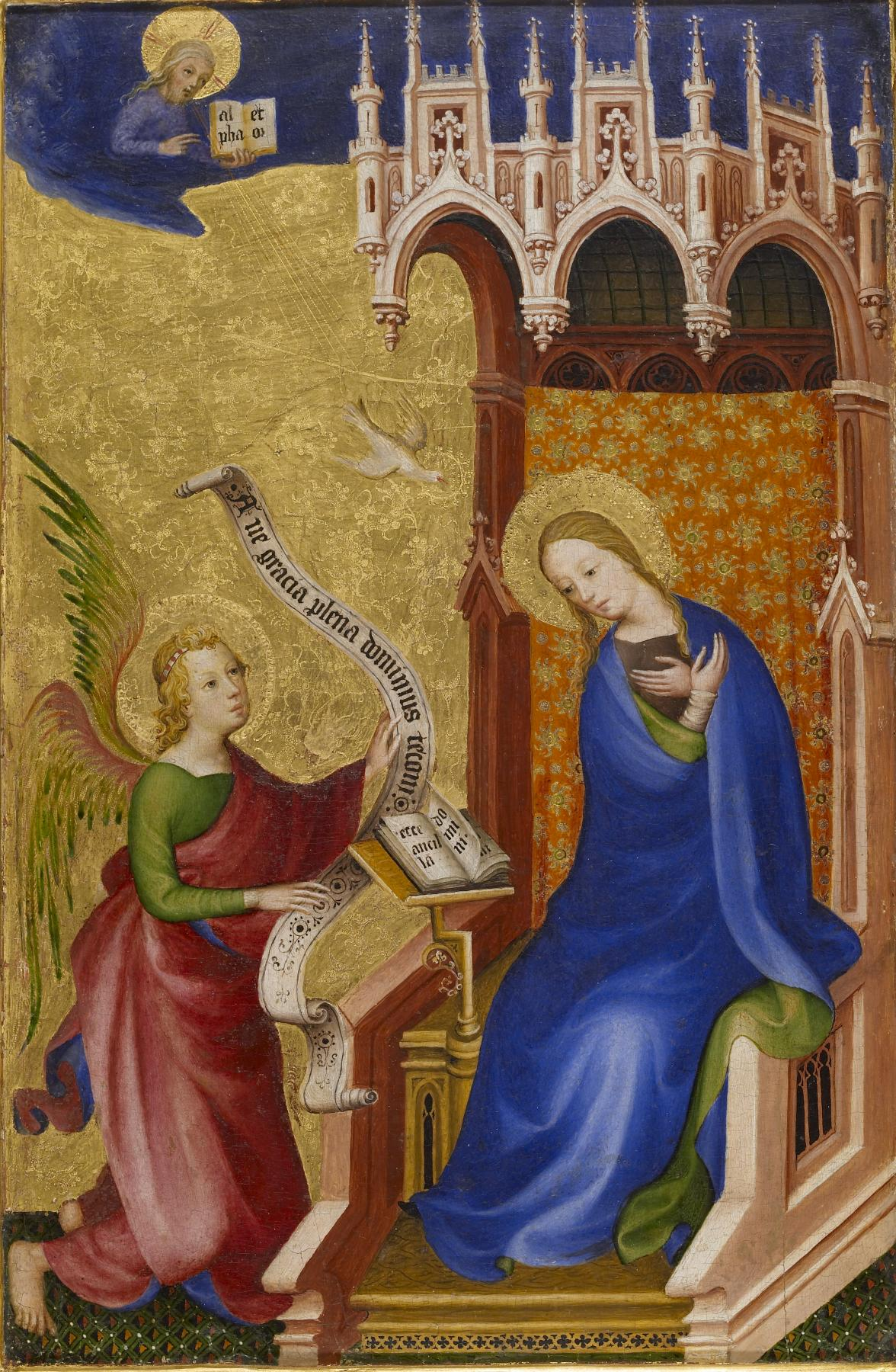
Anonyme Bourguignon, Annonciation, v. 1400. Panneau issu du Quadriptypique de la vie du Christ. Walters Art Museum.
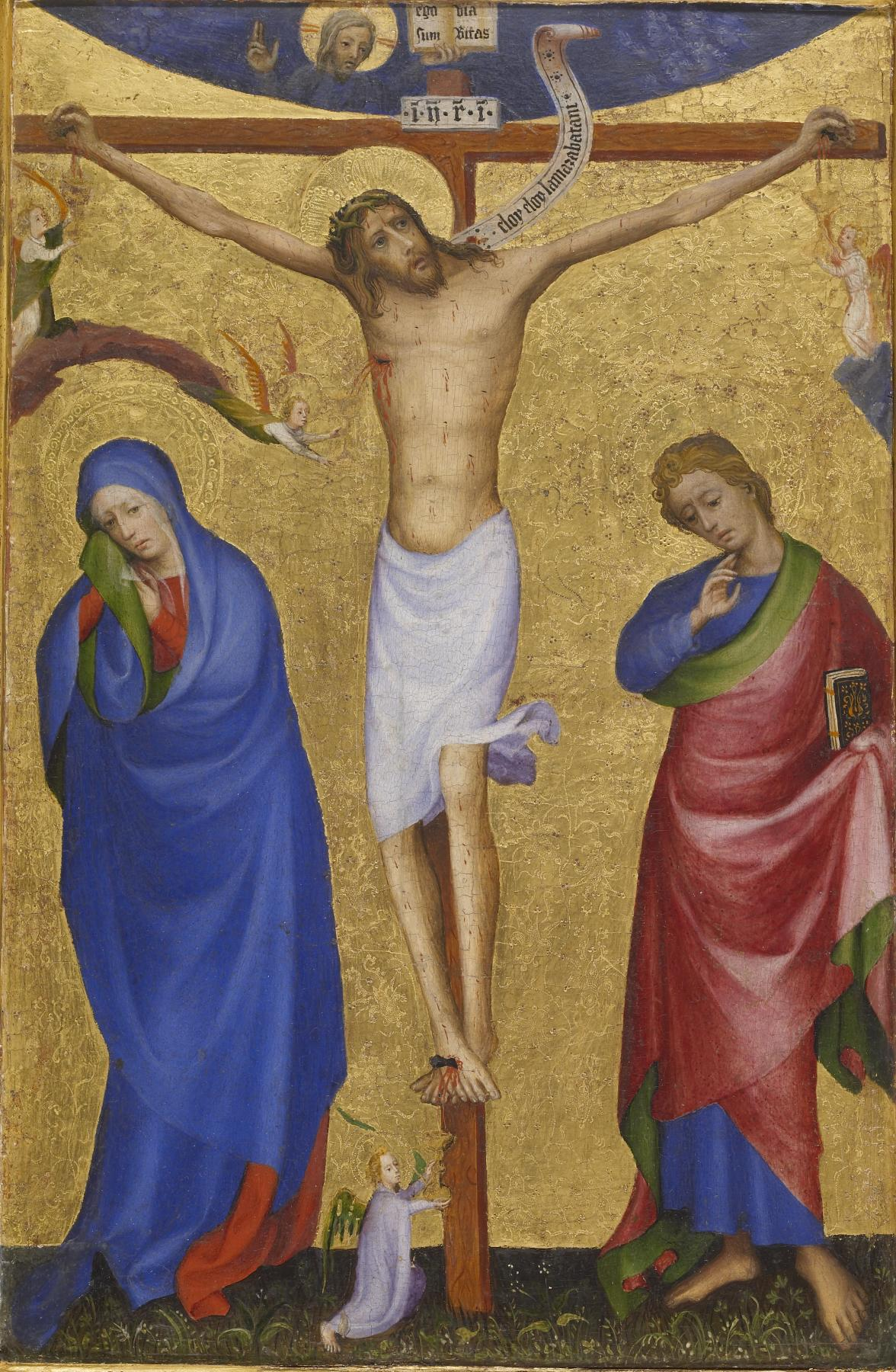
Anonyme Bourguignon, Crucifixion, v. 1400. Panneau issu du Quadriptypique de la vie du Christ. Walters Art Museum.
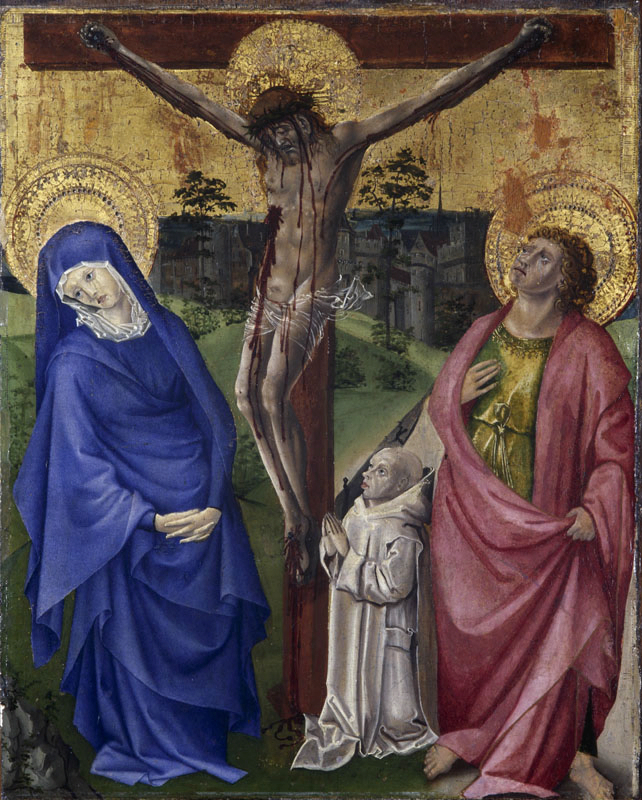
Anonyme Bourguignon, Calvaire au moine chartreux, 1430-1440. Musée des beaux-arts de Dijon.
L'Annonciation de Jan van Eyck, 1434-1436. National Gallery of Art, Washington
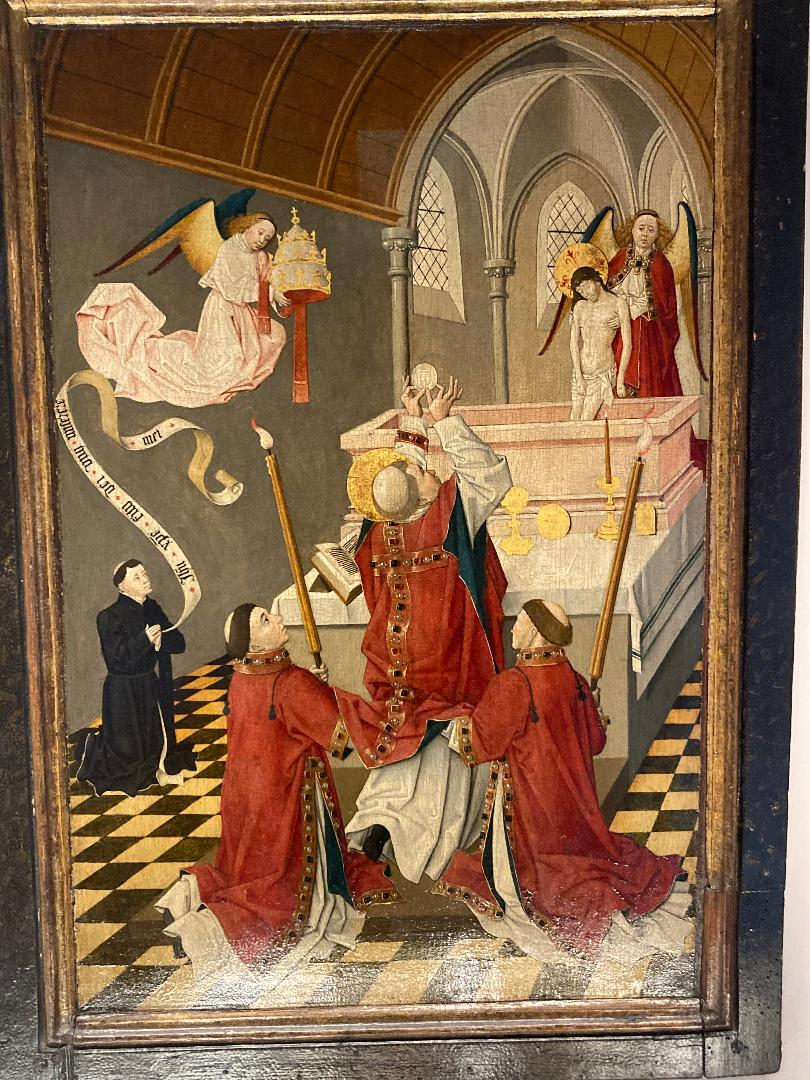
La messe de Saint Grégoire, attribué à Pierre Spicre, Musée du Louvre.
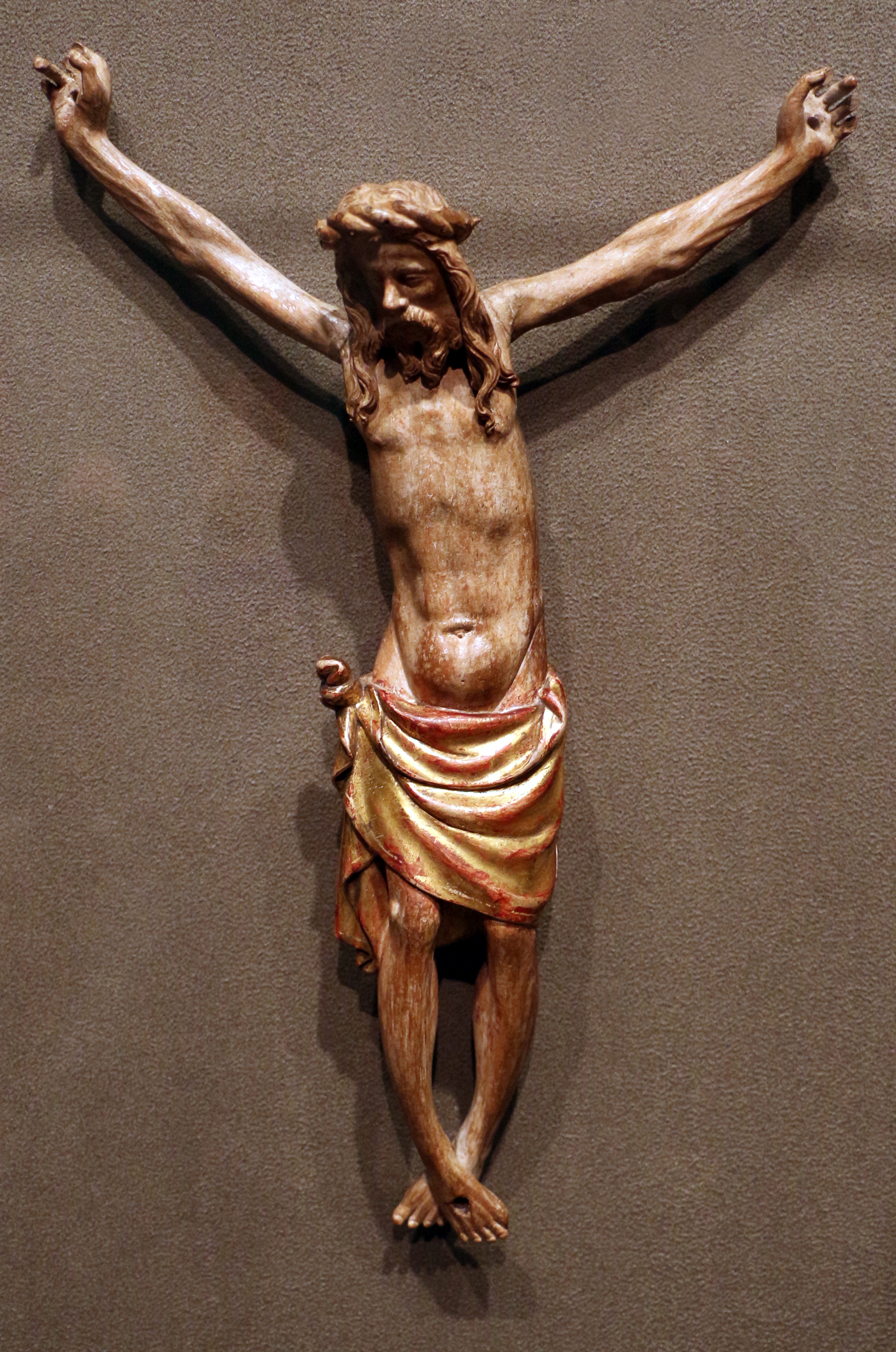
Jacques de Baerze, Christ en Croix du retable de la Crucifixion, 1391-1399. The Art Institute de Chicago.
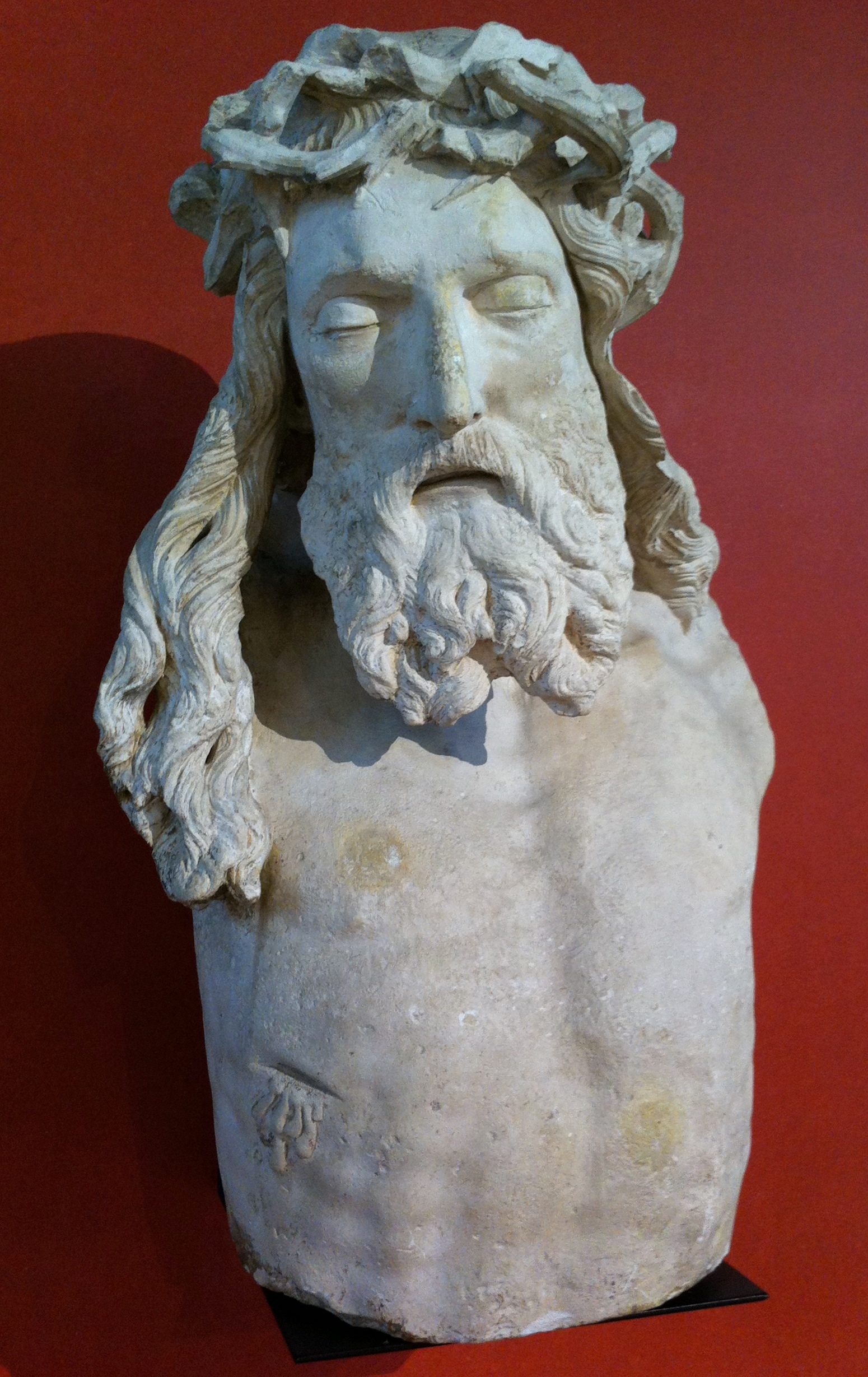
Buste du Christ crucifié de Claus Sluter, 1399. Musée archéologique de Dijon.
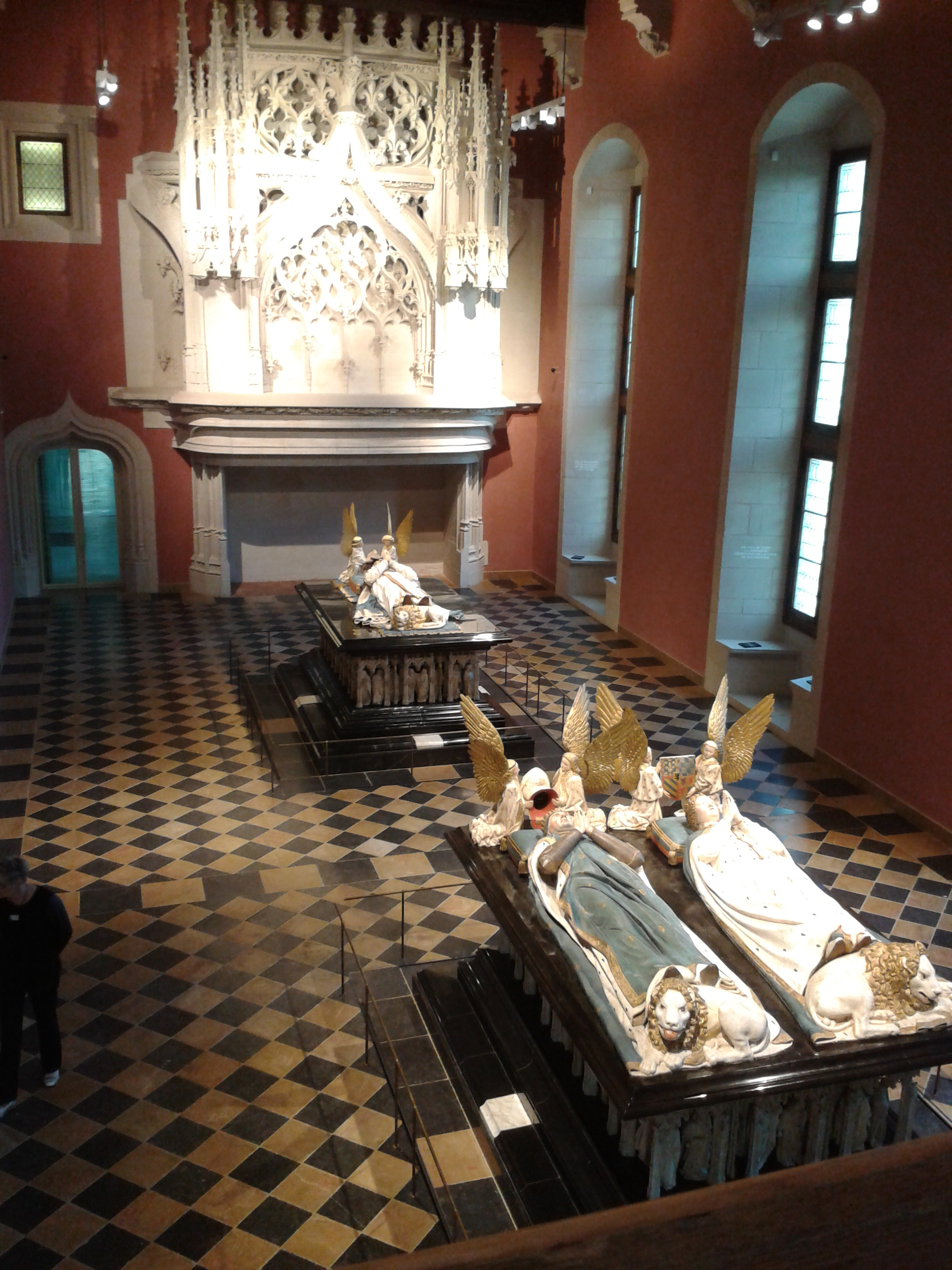
Salle des tombeaux des ducs de Bourgogne. Musée des beaux-arts de Dijon.
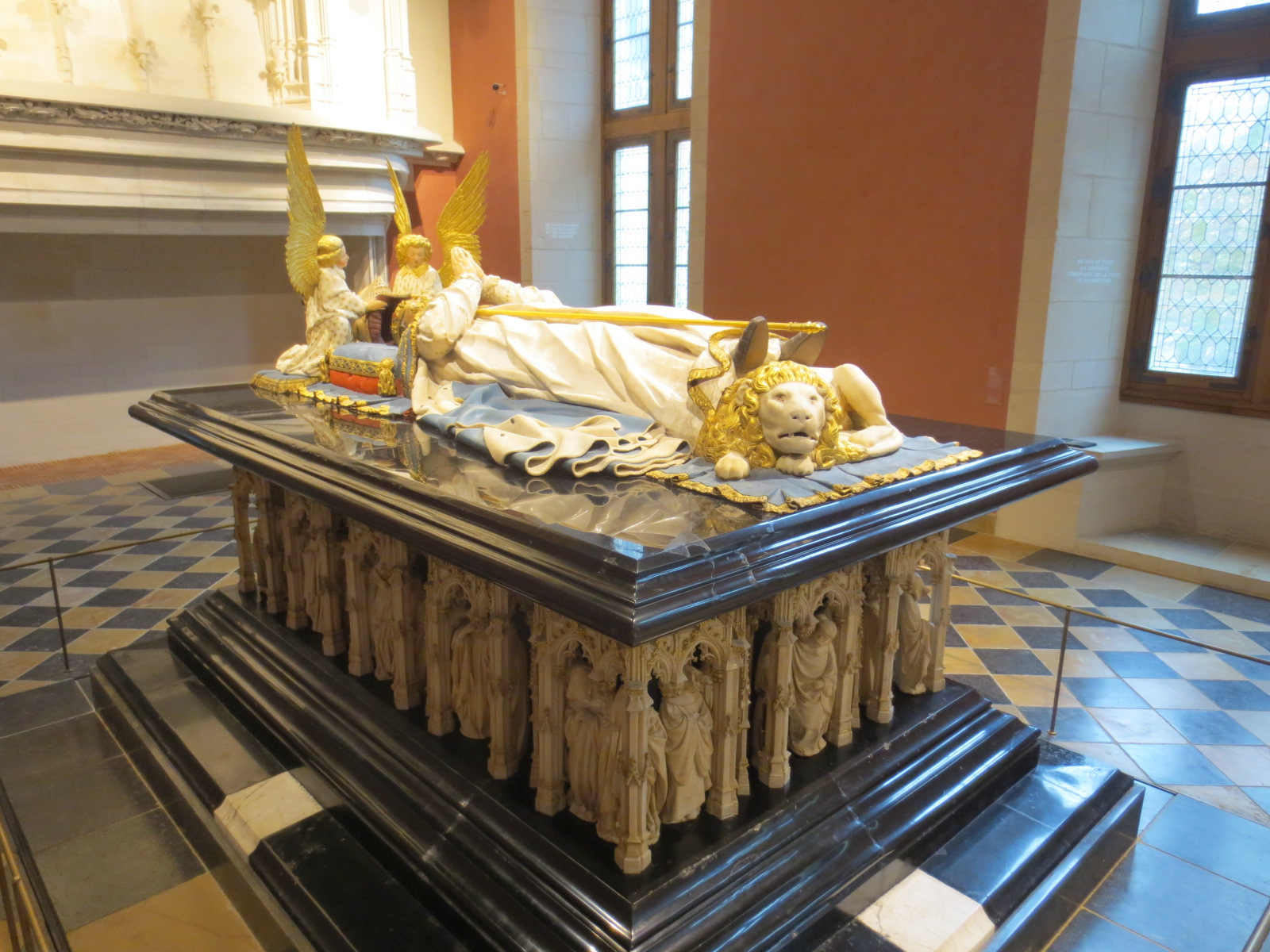
Jean de Marville, Claus Sluter et Claus de Werve, Le tombeau de Philippe le Hardi, 1381-1410. Musée des beaux-arts de Dijon.
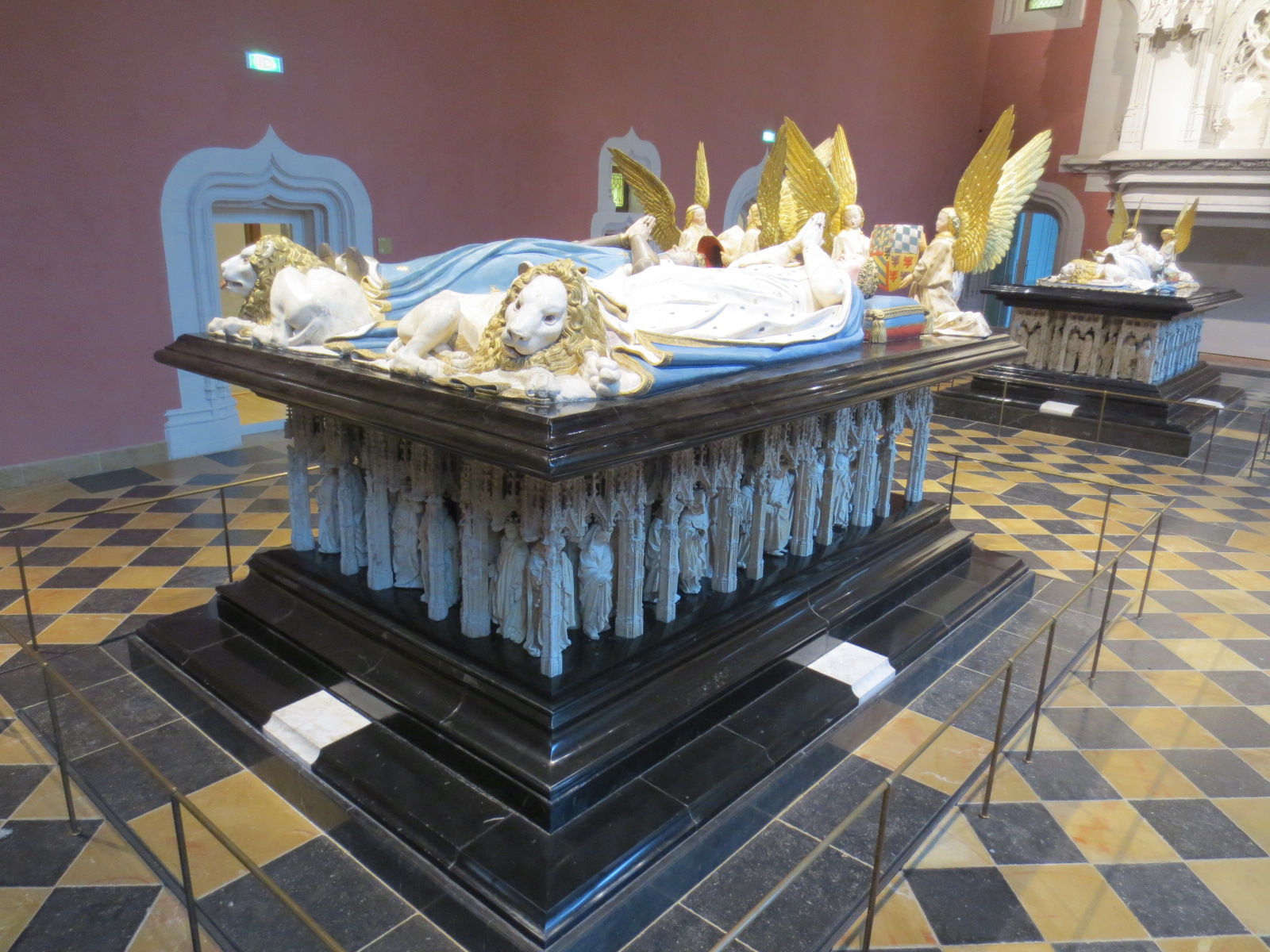
Jean de la Huerta et Antoine le Moiturier, Le tombeau de Jean sans Peur et Marguerite de Bavière, 1443-1470. Musée des beaux-arts de Dijon.

Les artistes principaux de la Chartreuse de Champmol :
- Drouet de Dammartin († 1413)
- Jean de Marville († 1389)
- Henri Bellechose
- Claus Sluter (1355-1406)
- Claus de Werve (1380-1439)
- Jean de la Huerta (1413-1462)
- Antoine Le Moiturier (1425-1480)

## Dans la littérature
Dans L'Oblat (chapitre V), Joris-Karl Huysmans met en scène une visite au musée de Dijon qui sert de prétexte à une description des monuments de Philippe le Hardi et Jean sans Peur. Il admire particulièrement le réalisme naïf des plorants qu'il attribue aux ouvriers de l'atelier de sculpture.

« Ils avaient voulu beaucoup moins, en somme, décrire l'effet produit sur des religieux par l'annonce de la mort de l'un ou de l'autre de leurs bienfaiteurs, que donner comme un instantané de la vie courante des cénobites et ils les avaient effigiés, l'abbé en tête, mitré et crossé, tenant le livre ouvert de la règle, regardant d'un air impérieux et méfiant des moines qui pleurent ou lisent, méditent ou chantent, égrènent leur rosaire ou, désœuvrés, s'ennuient ; un tel se mouche, tandis qu'un autre se cure tranquillement l'oreille. »

## Héraldique
|  | Suivant la tradition cartusienne la chartreuse porte les armes de son fondateur Philippe Le Hardi qui se blasonnent ainsi : « Écartelé : en 1 et 4 d'azur semé de fleurs de lys d'or à la bordure componée d'argent et de gueules, et en 2 et 3 bandé d'or et d'azur de six pièces, à la bordure de gueules. » |